# Real Club Celta de Vigo
El Real Club Celta de Vigo, conocido como Celta de Vigo o simplemente Celta, es un club de fútbol de la ciudad de Vigo, en Galicia. Milita en la Primera División de España y es el club gallego que ostenta más participaciones en la máxima competición nacional y el 9.º de España empatado con el Real Betis. Fue fundado el 23 de agosto de 1923 como consecuencia de la fusión del Real Fortuna y el Vigo Sporting. Su primer equipo disputa sus partidos como local en el Estadio de Balaídos, con capacidad para 24 000 espectadores.
Un equipo histórico en España tras disputar 59 temporadas en el Campeonato Nacional de Liga de Primera División, ocupando el décimo puesto histórico del campeonato,empatado en temporadas con el noveno. En la Copa del Rey ha logrado tres subcampeonatos en 1948, 1994 y 2001, habiendo alcanzado las semifinales de la competición en ocho ocasiones. Ha sido tres veces campeón de liga en Segunda, una en Segunda B y otra en Tercera. A nivel continental, ha disputado una edición de la Liga de Campeones, en la temporada 2003-04, en la que llegó a octavos de final, y también ocho ediciones de la Copa de la UEFA/Liga Europa, alcanzando las semifinales en la campaña 2016-17. Además, ganó la extinta Copa Intertoto en el año 2000.
A nivel social cuenta con más de 20 000 socios, siendo según el CIS el noveno club con mayor porcentaje de aficionados en España. Asimismo, mantiene una rivalidad histórica con el Real Club Deportivo de La Coruña, con quien ya no disputa el derbi gallego, uno de los partidos con más rivalidad del fútbol español, dado que este ya no está en la máxima categoría  .

## Historia

### Antecedentes
La tradición del fútbol en Galicia data de finales del siglo XIX. Fue en Vigo donde esta modalidad deportiva tuvo sus primeras manifestaciones. El fútbol  comenzó a practicarse en los ya desaparecidos muelles de la ciudad por los trabajadores británicos de Eastern Telegraph Company Ltd., empresa instalada en 1873 en Vigo para encargarse de la instalación del cable telegráfico entre Gran Bretaña y la Península. Esta compañía promovió en 1895 el primer equipo estable de la ciudad del que se tiene constancia en la prensa, llamado Exiles Cable Club, el cual disputó varios encuentros contra tripulaciones mercantes y militares británicas de paso por la ciudad. Al poco tiempo nacieron sociedades mixtas de gallegos y británicos como el Petit F.C.

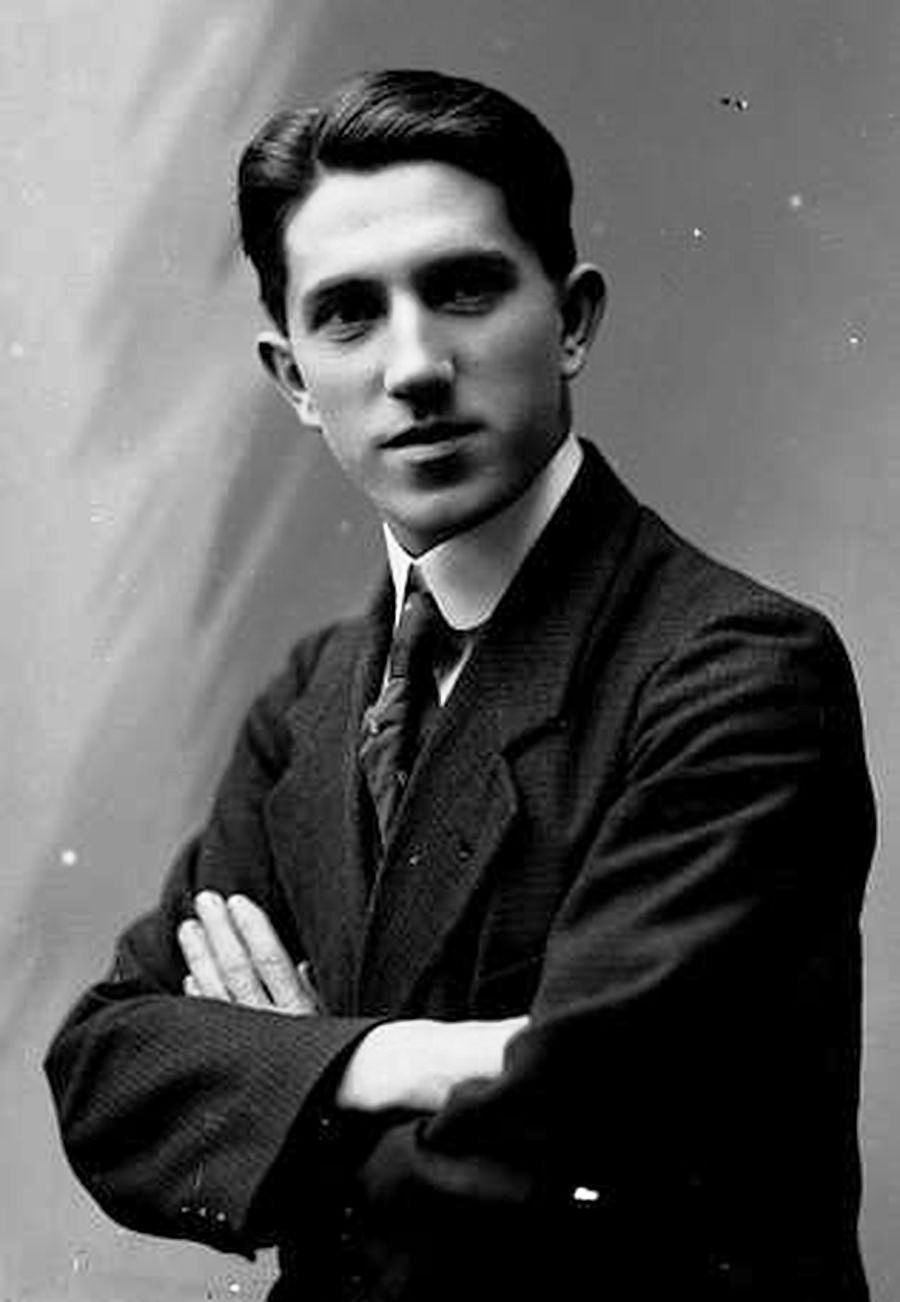
Manuel de Castro "Handicap", principal promotor del club.

En 1905 y a imagen y semejanza de otras ciudades como Barcelona, se constituyeron en Vigo dos clubes de fútbol de primera categoría: el Fortuna Football Club y el Vigo Football Club. El Vigo F.C. siguió un proceso de fusiones con otros equipos de la ciudad como el New Club Vigués en 1906, o el Sporting Club en 1911 para dar lugar definitivamente al Real Vigo Sporting Club en 1914. Por su parte, el Fortuna F.C. no sufrió casi cambios de nombre, quedando definitivamente con el nombre de Real Club Fortuna de Vigo en 1908.

### De Rivalidad a Leyenda: Los Orígenes Épicos del Celta de Vigo (1923-1948)

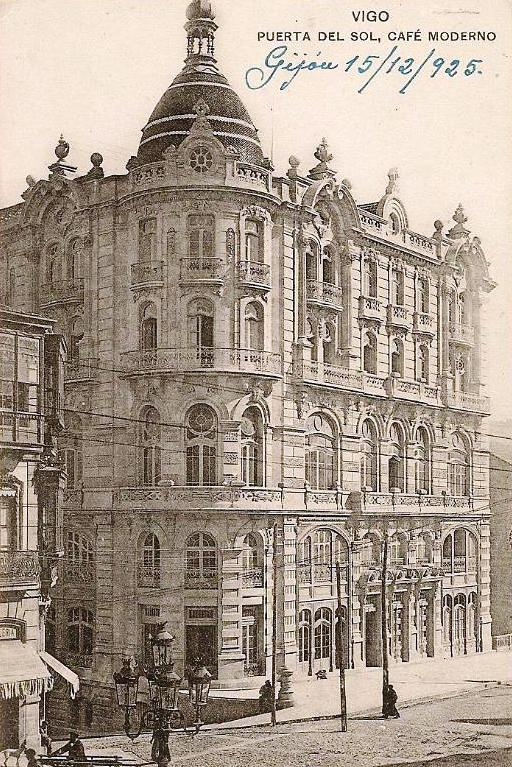
En el Hotel Moderno de Vigo se celebró la asamblea fundacional del Celta.

Desde el principio, los dos equipos se revelaron como rivales de potencia semejante, y sus enfrentamientos generaban grandes movimientos de hinchas. Su prestigio adquirió amplia dimensión en todo el país, y la preponderancia fue tan notoria que a partir de 1906 y hasta 1923 uno de los dos equipos vigueses fue siempre sin interrupción ganador del Campeonato de Galicia, el único oficial que se celebraba antes de la fundación de la liga estatal de fútbol.
Pero Vigo tenía cotas más altas. Y el periodista Manuel de Castro "Handicap", inició una campaña para formar un club emblemático, que compitiese a escala estatal e internacional. Así en verano de 1923 nacía el Celta. El 15 de junio el primer borrador del proyecto se presentaba a la Federación Gallega de Fútbol y, más tarde, el 22 de junio, era aprobado por unanimidad por la asamblea nacional del fútbol en Madrid. Así que aquel verano, convocadas las directivas de los dos clubes fundadores, se decidió todo, en largas sesiones de debate en los salones de la sociedad recreativa El Casino, en la actualidad Biblioteca Pública Juan Compañel. Cuando las ideas estuvieron claras, los socios del Vigo Sporting fueron convocados en el cine Odeón, mientras que los del Fortuna en los bajos del Hotel Moderno, en la Puerta del Sol. Unos y otros votaron a favor de la fusión. Se formó una comisión con los directivos Bustelo, Pepe Bar, Amador Núñez y Joaquín de Miguel, por parte del fortuna, junto a Ventura Lago, Manuel Núñez, Fernando de Castro y Juan Baliño Ledo, representando al Vigo Sporting. Su principal labor fue elaborar los estatutos del nuevo club. Del concurso de nombres se eligió Celta, triunfando en la citada reunión entre las otras propuestas finalistas, que eran Breogán, Club Galicia, Real Atlético F.C. y Real Club Olímpico. Finalmente, el 23 de agosto, a las diez de la noche y con la aprobación de los estatutos, nacía el Celta, siendo el primer presidente Manuel Bárcena Andrés, Conde de Torre Cedeira.
En cuanto al equipo, como producto de la fusión, se encontraron con una plantilla enorme para comenzar la primera temporada, nada menos que 64 jugadores, por lo que hubo que crear dos conjuntos, el A y el B, para intentar organizar tal inflación deportiva. La sociedad recreativa La Oliva ofreció sus locales como sede provisional para el nuevo club. Y el viejo e histórico Campo de Coya, apodado «La Catedral», sirvió como sede deportiva del Celta en su primer lustro, hasta el estreno del flamante Estadio de Balaídos a comienzos de 1929.
Para la dirección del nuevo equipo se eligió entre los muchos aspirantes al entrenador británico Francis Cuggy, que se incorporó a comienzos del año 1924. La presentación del equipo fue en el Campo de Coya el 16 de septiembre de 1923, en un encuentro entre los propios jugadores del club aprovechando el amplio cuadro del que disponía el equipo. El primer encuentro contra otro club fue el 23 de septiembre de 1923 frente al Boavista F.C. portugués. La alineación inicial del Celta fue:
Isidro, Otero, Pasarín, Queralt, Balbino, Jacobo Torres, Reigosa, Gerardito, Chicha, Polo y Pinilla.
El enfrentamiento concluyó con 8-2 a favor del equipo vigués. Posteriormente se enfrentaría al Cracovia, campeón polaco, obteniendo también la victoria.
En la temporada 1923-24 el Celta intervino por primera vez en un campeonato oficial. Entonces solo había ligas regionales y la correspondiente a Galicia era el Campeonato de Galicia. El Celta terminó líder del torneo por delante del Racing de Ferrol (que fue subcampeón) y el Eiriña. Esa misma temporada debutó en la Copa de España, siendo eliminado en la primera ronda por el Athletic de Bilbao, que era el vigente campeón. En el descanso de verano se organizó un encuentro amistoso entre el Celta y la selección de Uruguay aprovechando el paso por Vigo de dicha selección, que iba rumbo a las Olimpiadas de París en las que ganó la medalla de oro.

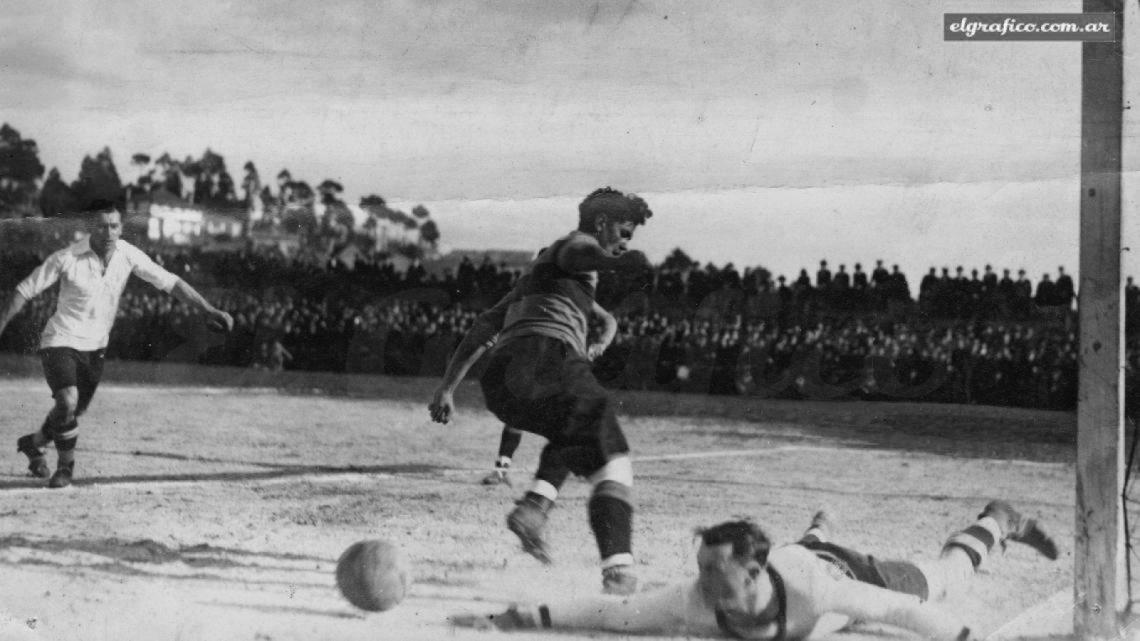
El portero del Real Club Celta ante el Boca Juniors, durante la gira europea de los argentinos del año 1925.

En la temporada 1924-25 el equipo vigués vuelve a ganar el Campeonato de Galicia. Esa misma temporada tuvo lugar en el Campo de Coya una nueva contienda internacional. Dicha ocasión fue ante Boca Juniors en los dos encuentros de inauguración de la gira europea del equipo argentino de ese año. La alineación del Celta fue: Ruíz, Juanito, Rey, Cancela, Balbino, Pepe Hermida, Reigosa, Ángel Hermida, Chicha, Polo y Casal; mientras que Boca Juniors saltó al campo con Tesorieri, Bidoglio, Muttis, Médici, Vaccaro, Ellis, Tarasconi, Cerrotti, Garasini, Seoane y Onzari. El primer encuentro, que reunió a 25 000 personas, se disputó el 5 de marzo de 1925 y acabaría con victoria argentina por 3-1, con goles de Cerrotti (2) y Onzari por parte de Boca y de Polo por parte del Celta. El segundo encuentro sería tres días después, consiguiendo esta vez el Celta la victoria frente a Boca Juniors por 3-1, con goles de Juanito (2) y Reigosa y marcando Garasini por parte de los argentinos. Esta sería una de las tres únicas derrotas de los 19 encuentros que disputaría Boca Juniors en esta gira, junto a las que sufrió ante el Real Unión y el Athletic de Bilbao.

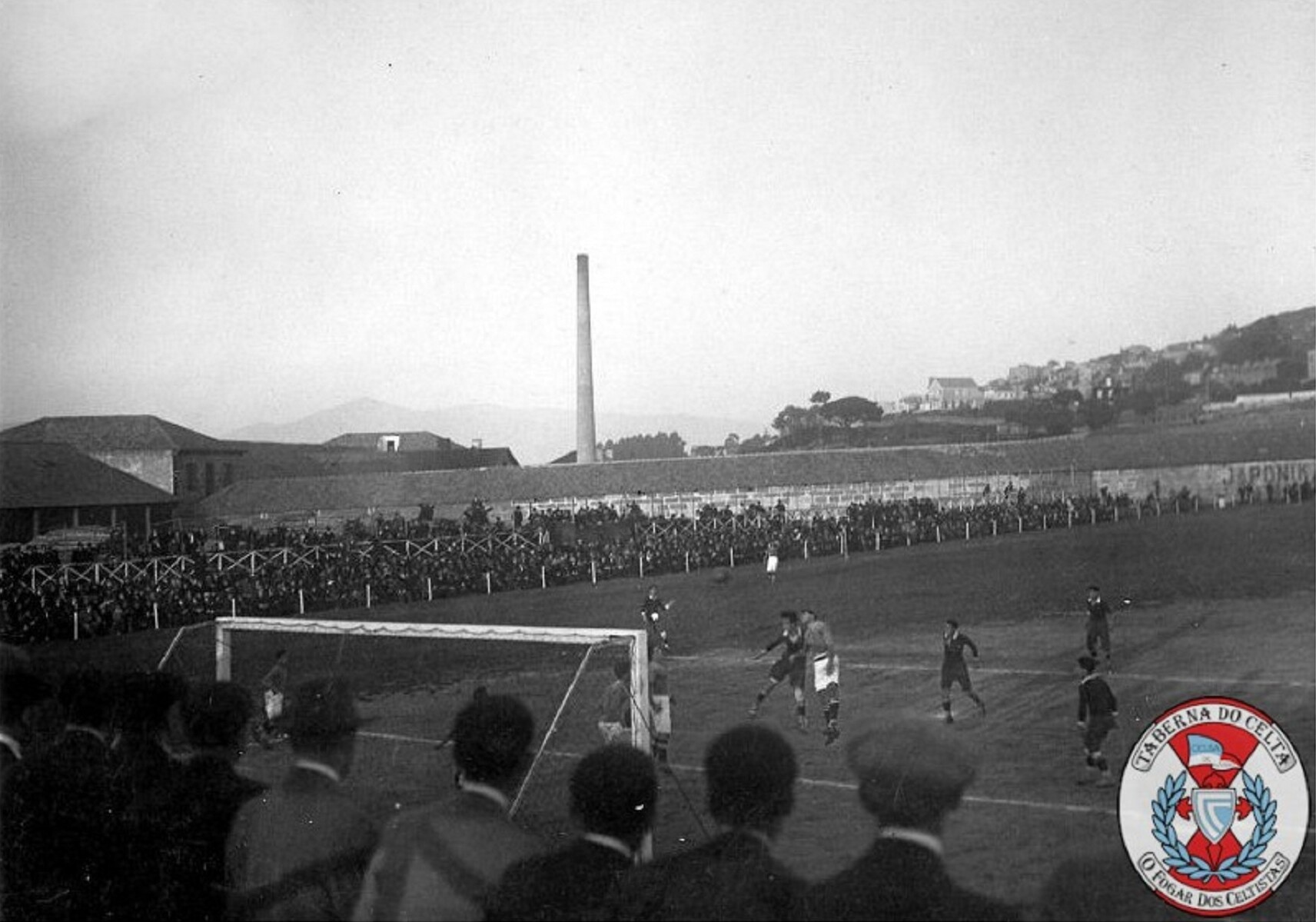
El Celta disputó sus encuentros en el Campo de Coya de 1923 a 1928.

El Celta completaría este buen papel internacional el 2 de agosto de 1925, al empatar a dos goles contra el Club Nacional de Football de Uruguay, en la gira que también realizó el equipo suramericano a raíz del éxito y gran popularidad alcanzada por la selección uruguaya. Precisamente uno de los tantos de «los charrúas» fue del dos veces campeón olímpico y natural de Redondela José Pedro Cea.

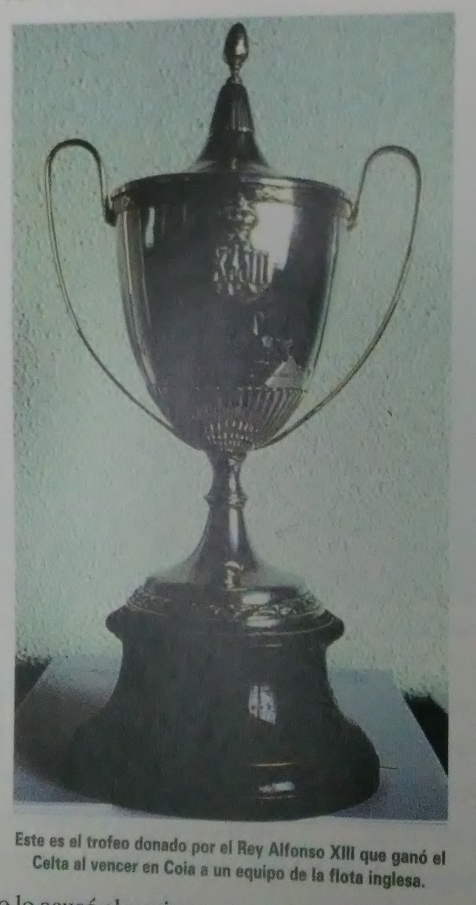
Copa donada por el Rey Alfonso XIII y ganada por el Celta de Vigo en 1927.

El 23 de enero de 1927, con motivo de la onomástica del Rey Alfonso XIII, se disputó un partido en el Campo de Coya entre el Celta de Vigo y un equipo de marinos ingleses, en el que se puso en juego una Copa de plata sobredorada, con las cifras reales, donada por el Rey Alfonso XIII. El resultado final de dicho encuentro fue 4-1 a favor del Celta, con goles para los vigueses de Hermida, Nicha, Pasarín y Polo.
En 1928 el Celta conquista nuevamente el título de campeón de su división, que abarcaba las regiones de Galicia, Asturias y Castilla y León. Seguidamente realizó una gira en la que se enfrentó con varios equipos argentinos y uruguayos. En ese mismo año, se inauguró el nuevo Estadio de Balaídos, formando el once del primer equipo céltico que pisó el césped del mismo Lilo, Cabezo, Pasarín, Pareditas, Cárdenes, Vega, Reigosa, Chicha, Rogelio, Polo y Graciliano. Como rival tuvo en aquella ocasión al Real Unión de Irún, uno de los grandes del fútbol español de la época. A pesar de ello cayó frente a los vigueses por siete goles a cero (7-0), obra de Graciliano, Chicha, Reigosa, Rogelio, Polo (2) y Losada.

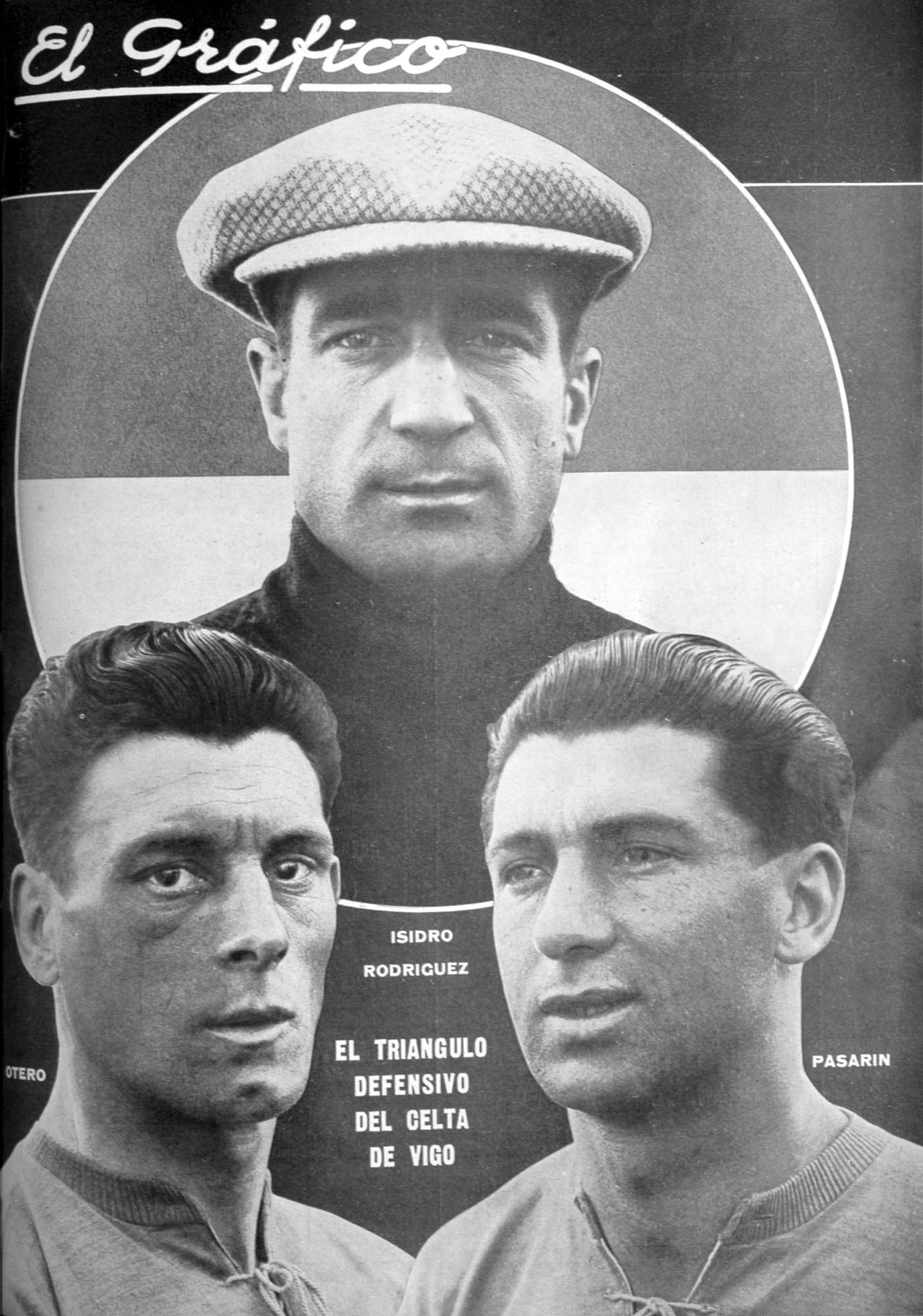
Los celtistas Otero, Rodríguez y Pasarín en la portada de la revista argentina El Gráfico del 28 de julio de 1928.

La temporada 1928-29 fue la primera del campeonato que se disputa en la actualidad y que comprende la totalidad de España. El Celta consideraba que le correspondía jugar en Primera División por la herencia de los títulos de los clubes fundadores, el Vigo Sporting y el Fortuna, ya que el primero de los nombrados conquistó el subcampeonato de la Copa de España de 1908. A pesar de todo, el Celta se vio obligado a jugar un torneo de promoción que le permitiría ocupar una plaza vacante, encuentro que perdió ante el Sevilla F. C. y por lo que tuvo que comenzar la liga en Segunda División. Este mal comienzo se agravaría cuando el Celta termina la liga en la posición novena de un total de diez equipos, consumando su primer y único descenso a Tercera División. Sin embargo, renunció a jugar en esa nueva división recién creada y en la temporada 1929-30 compitió en el Campeonato de Galicia, consiguiendo en él su cuarto título. Ya en la temporada siguiente, quedó encuadrado en el grupo I de Tercera División, en el que acabó primero y, tras superar en la promoción de ascenso al Barakaldo C.F. y al Recreativo de Huelva, consiguió volver a la categoría de plata.
En la temporada 1931-32 el Celta ganó de nuevo el título de Campeón Gallego, esta vez habiéndose enfrentado contra el Deportivo de la Coruña, el Racing de Ferrol, el Eiriña C.F., el Burgas y el C.D. Ourense. Posteriormente llegó a las semifinales de la Copa de España, siendo eliminado por el Barcelona. En la temporada 1933-34 el Celta termina en cuarto lugar de la Segunda División. Con todo, regresaría la polémica con la gestión de la Federación Española de Fútbol, ya que tras decidir ampliar el número de clubes que disputarían la máxima categoría, asciende arbitrariamente el noveno clasificado, el Sevilla, en detrimento del Celta y del Murcia.
Posteriormente, en la temporada 1934-35, bajo la presidencia del empresario y cineasta vigués Cesáreo González Rodríguez, el Celta quedó campeón del Grupo 1 de Segunda División. Sin embargo, no llegó a conseguir el ascenso a Primera División ya que en la liga de promoción, en la que se enfrentaban los dos primeros de cada uno de los cuatro grupos de la división de plata, y en la cual ascendían los dos primeros clasificados en la misma, el club vigués quedó tercero a tan solo un punto del Atlético Osasuna. Con todo, la temporada siguiente el equipo, dirigido por Ricardo Comesaña y con Nolete y Venancio como máximos referentes, consiguió el ansiado ascenso tras quedar primero de grupo y campeón de la liga de promoción. Aun así, el debut en Primera División tuvo que esperar tres años a causa de la Guerra Civil, siendo el Celta el primer equipo gallego en debutar en la Primera División de España.
En el trienio 1936-1939 no se disputaron competiciones a nivel nacional en España por motivo del conflicto bélico. Durante esos años el Celta disputó solamente el Campeonato de Galicia, en el que alcanzó los subcampeonatos de 1937 y 1938. Así como también partidos amistosos, destacando entre ellos el disputado el 6 de noviembre de 1938 en el Estadio de Balaídos frente a un conjunto de jugadores formado por la tripulación del acorazado Schleswig-Holstein, que meses después participaría en la invasión alemana de Polonia desencadenando el inicio de la Segunda Guerra Mundial, el encuentro contra el conjunto germano finalizó con victoria gallega por 2-1.

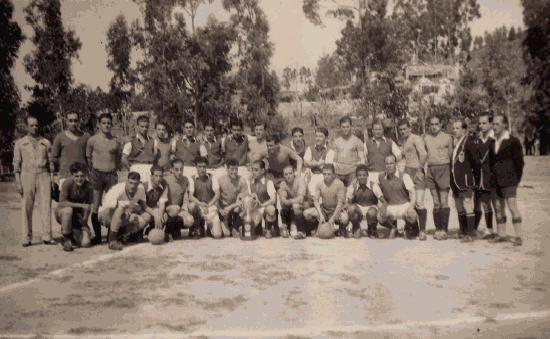
La plantilla del Real Club Celta (calzón oscuro) comparte foto con los jugadores del Sporting de Braga antes de un amistoso (1945).

En 1939 el Celta debutó al fin en la máxima categoría. La primera temporada el club consiguió evitar el descenso gracias a la victoria conseguida en el partido de promoción por la permanencia frente al Deportivo de la Coruña por 1-0 en un campo neutral en Madrid, encuentro en donde el guardameta céltico Gyula Alberty realizó una gran actuación. La siguiente temporada tampoco fue demasiado buena, salvándose el club de la promoción por un punto de diferencia. Con todo, en las temporadas 1941-42 y 1942-43 consiguió un meritorio 5.º puesto. Sin embargo, en la temporada 1943-44 el equipo desciende tras quedar en la última posición.

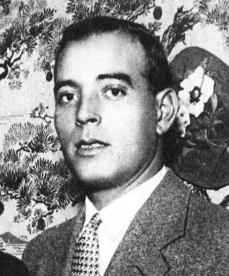
Ricardo Zamora dirigió al Real Club Celta en una de las épocas más exitosas del equipo.

Sería en la temporada 1944-45 cuando recuperaría su puesto en la máxima categoría, viviendo a partir de 1947 una de las mayores épocas de esplendor entrenados por el mítico arquero internacional Ricardo Zamora. En la temporada 1947-48 concluyó el campeonato nacional de liga de Primera División en la cuarta posición, a 6 puntos del campeón, el F.C. Barcelona, al que consiguió derrotar por 3-2 en un Estadio de Balaídos que el Celta convirtió en feudo inexpugnable, en el que también cayeron goleados el Athletic Club (5-1), el Valencia (5-2) y el Real Madrid (que cosechó aquella temporada sendas derrotas por 4-1 frente a los celestes, tanto en Vigo como en Chamartín). Pahiño, que con 23 goles se alzó con el Trofeo Pichichi del campeonato, y Hermidita, con 14, fueron los máximos anotadores en una plantilla en la que formaron también Simón, Mesa, Cabiño, Gaitos, Gabriel Alonso, Yayo, Roig, Miguel Muñoz, Aretio, Vázquez, Retamar, Zubeldia, Salas, Marzá, Venancio, Bermejo y Montoro.

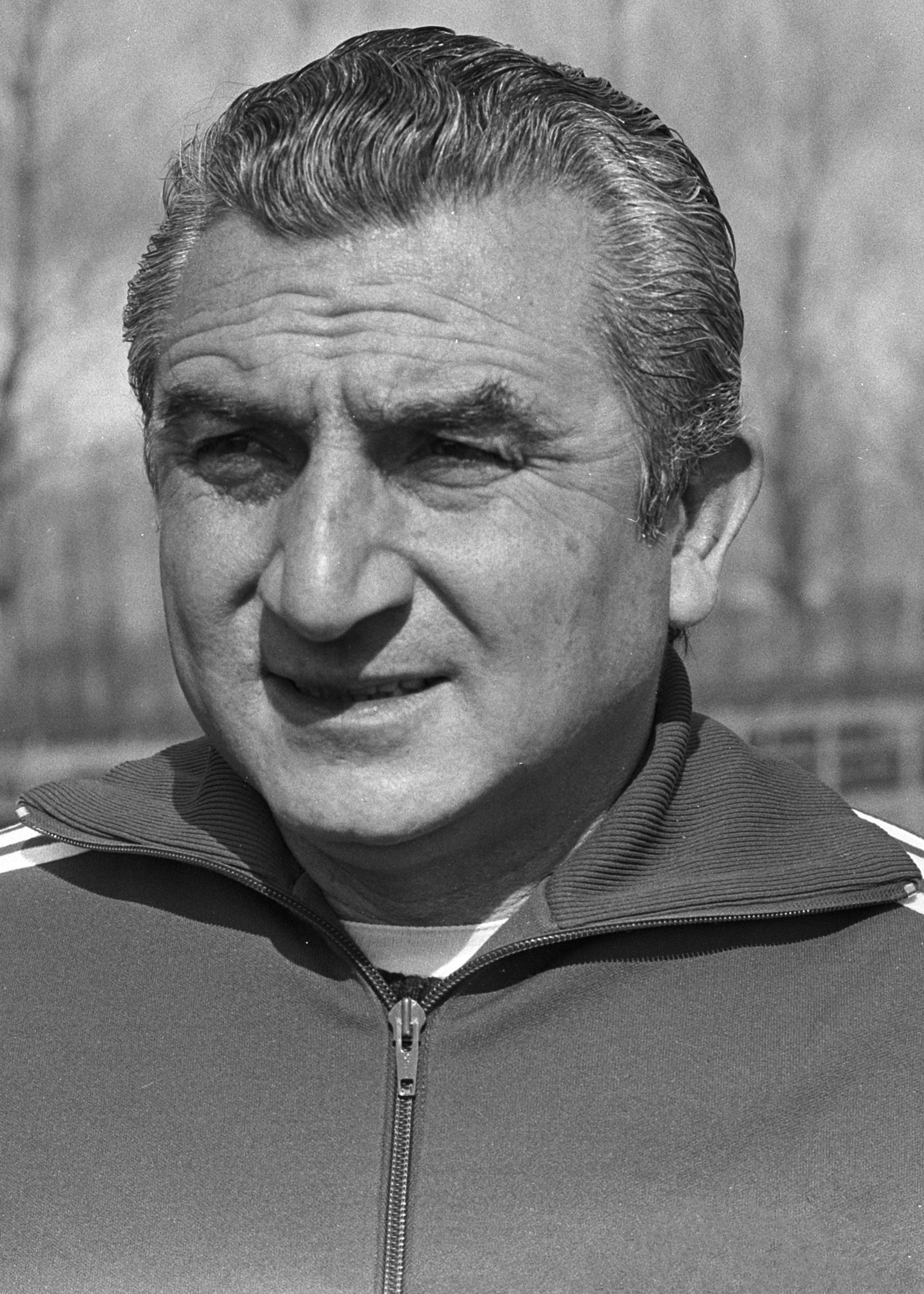
Miguel Muñoz militó en el club en las temporadas 1946-47 y 1947-48.

La magnífica temporada tuvo su guinda con el subcampeonato de la Copa del Generalísimo. El Celta alcanzó la final, que se disputó en el estadio madrileño de Chamartín el 4 de julio de 1948, después de superar una agónica eliminatoria de semifinales frente al R.C.D. Español, que precisó de dos partidos de desempate para resolverse, con sus respectivas prórrogas, los cuales se celebraron en Madrid la misma semana de la final. Las gestiones de la directiva céltica para conseguir un aplazamiento resultaron infructuosas y el equipo saltó al césped del coliseo madridista para enfrentarse al Sevilla. A los 6 minutos de juego un gran disparo de Miguel Muñoz adelantó al Celta en el marcador. Pero el Sevilla reaccionó enseguida, y en el minuto 19 consiguió el empate. El Celta mantuvo el tipo tres cuartos de hora más, pero tras el descanso, en un fatídico minuto 14, los vigueses encajaron el segundo gol, en una jugada que significó además la lesión del portero Simón, que le obligó a retirarse del terreno de juego. Por aquel entonces el reglamento no permitía sustituciones, por lo que el equipo jugó con 10 jugadores y el puesto bajo palos tuvo que ser cubierto por Gabriel Alonso, quien encajó dos goles más en los siguientes 15 minutos, finalizando el encuentro con el marcador el definitivo 4-1 a favor de los andaluces.

### Del Esplendor a la Resiliencia: Los Desafíos y Triunfos del Celta de Vigo (1949-1973)
La temporada 1949-1950 en la Primera División española se destacó por un rendimiento sólido, finalizando en la séptima posición con 28 puntos, producto de 13 victorias, 2 empates y 11 derrotas. Uno de los momentos más memorables de la temporada fue la histórica goleada 10-1 al Gimnástico de Tarragona, registrada como la mayor victoria en la historia del club en Primera División. En cuanto a los goleadores, Hermida se destacó como máximo anotador del equipo con 21 goles. A pesar de un inicio prometedor que los mantuvo en la lucha por el título, el Celta no logró mantener el ritmo en la segunda mitad de la temporada, finalizando en la séptima posición.
En los años 50 siguió en la línea de buenos resultados de finales de los 40 y se mantuvo entre los equipos destacados de Primera División. El final de esa etapa de esplendor llegó con el descenso en la temporada 1958-59, en la cual el equipó terminó en la última posición del campeonato.
Tras el descenso de categoría y enmedio de una grave crisis económica, Antonio Alfageme abandona la presidencia y accede al cargo el contrabandista de tabaco Celso Lorenzo Vila. En la junta directiva de Celso Lorenzo también se encontraba otro conocido narcotraficante, Vicente Otero "Terito", así como también el excapitán del equipo Venancio González, conocido como "Capitán Veneno", Antonio Bar Bóo o Pepe Vallina. Esta junta directiva dimitió al final de la temporada 1961-62 tras no poder conseguir el ascenso a primera, después de perder dos promociones seguidas contra el Real Valladolid en 1960 y el Real Oviedo en 1961, aunque sí que consiguió sanear la situación económica del club.
Durante el resto de la década de 1960 se prolongó el purgatorio del Celta en la Segunda División, perdiendo otra promoción de ascenso frente al CE Sabadell F.C. en 1966. El pretendido ascenso le resultó esquivo hasta la temporada 1968-69, año en el que consiguió el regreso a la categoría de oro, con Ignacio Eizaguirre en el banquillo y el gran capitán Manolo sobre el terreno de juego.
El Celta de los años 70 volvió a marcar hitos en el fútbol gallego. Después de una primera temporada 1969-70 de reencuentro con la categoría, el Celta de la temporada 1970-71 dirigido por Juanito Arza, uno de sus verdugos sevillistas en la final de 1948, se mantuvo invicto en Balaídos. El conjunto de los Quique Costas, Manolo, Lezcano, Doblas, etcétera. concluyó la liga clasificado en un sexto lugar que le permitió clasificarse para la primera edición de la Copa de la UEFA, la que representó la primera participación de un equipo gallego en las competiciones europeas, siendo así el Celta el primero en llevar el nombre de Galicia por Europa. La experiencia, fue efímera al no poder superar la primera eliminatoria frente al Aberdeen F.C. En el partido de ida en Balaídos, el Celta perdió por 0-2. En la vuelta en Escocia, la derrota por 1-0 supuso la despedida de la UEFA.

### Del Ascensor a la Resiliencia: La Odisea del Celta entre Crisis y Esperanza (1974-1998)

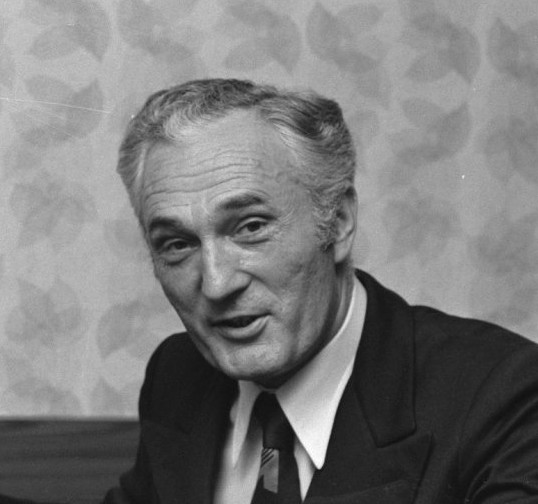
Milorad Pavić, técnico que devolvió al Celta a la élite del fútbol español.

A partir de la temporada 1974-75 el Celta se instala en el "ascensor", encadenando descensos y ascensos entre primera y segunda. Así, al descenso de la campaña 1974-75, tras perder por 3 a 1 frente a la U.D. Las Palmas con ambos jugándose la permanencia, siguieron un ascenso en la temporada 1975-76, un nuevo descenso en la 1976-77 y otro ascenso en la 1977-78. Un ejemplo de la gran crisis en la que estaba inmerso el club es que el máximo goleador del equipo en la temporada 1976-77 fue el guardameta Carlos Fenoy con cinco tantos.

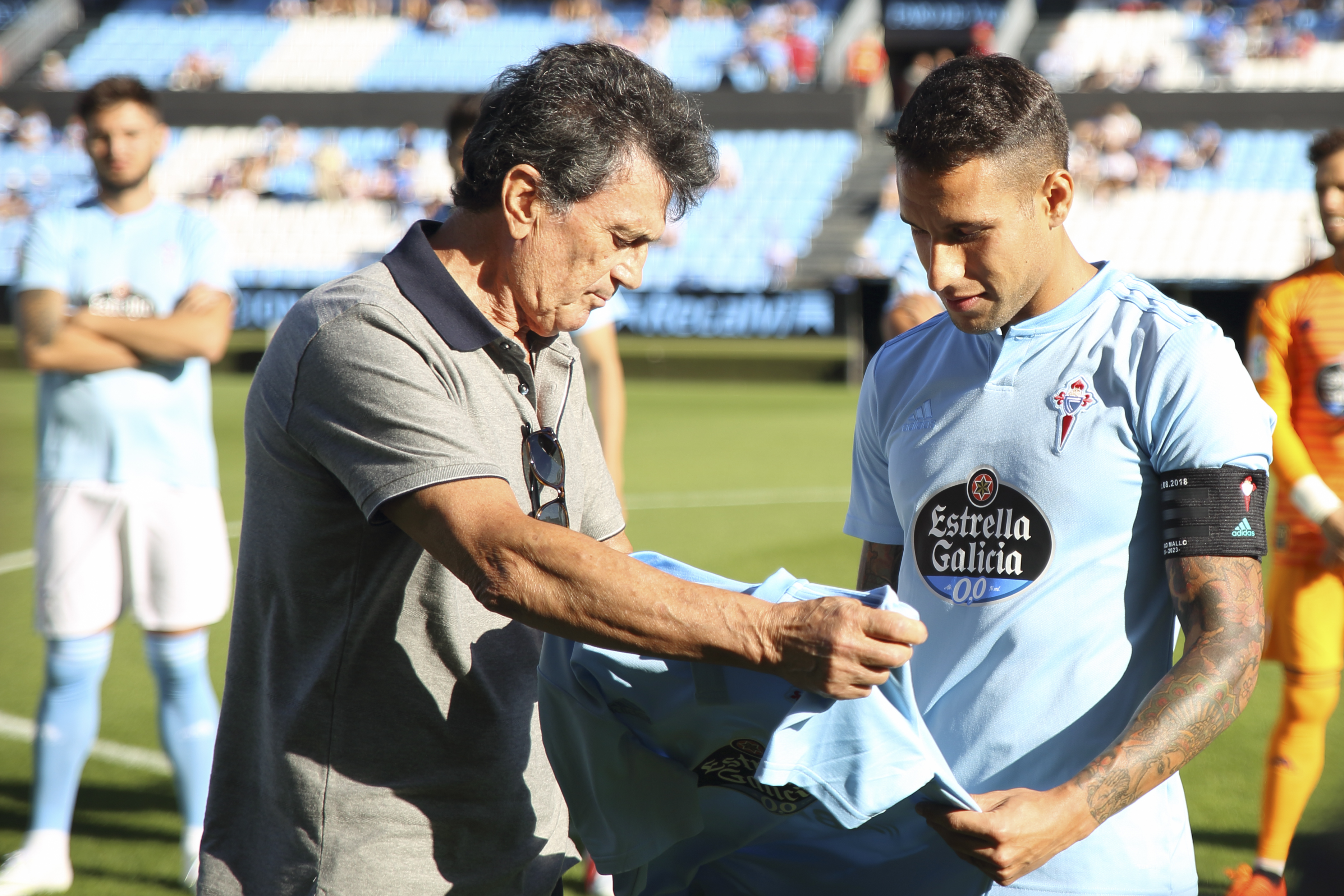
Manolo y Hugo Mallo.

Tanta inestabilidad acabó por pasar factura, y tras el descenso a Segunda División de la temporada 1978-79, sucedió la mayor calamidad en la historia reciente del club, un descenso a la Segunda División B en la temporada 1979-80 consumado en la última jornada. Esta nefasta temporada cerrada con el descenso, llevó consigo la contratación del experimentado técnico yugoslavo Milorad Pavić, que obró el milagro de hacer al equipo campeón de segunda B, y al año siguiente de segunda A, recuperando en dos temporadas consecutivas todo el terreno perdido. Militaban por entonces en el equipo algunos de los grandes mitos del celtismo de los 80, como Pichi Lucas, pichichi de la división de plata esa misma temporada con 27 goles, o el portero Javier Maté.
Ya siendo el Celta equipo de Primera, el Estadio de Balaídos se dispuso a estrenarse como campo de la fase final del Mundial de Fútbol de 1982. El Celta aprovechó esta circunstancia para organizar una homenaje a su gran capitán, Manolo, un hombre que protagonizó todas las alegrías y desventuras de la década anterior, desde las mieles de la UEFA y los ascensos a los disgustos de los descensos, y de ese modo se celebró un encuentro amistoso contra la selección polaca el 6 de mayo de 1982, que después concluiría el mundial en el tercer puesto. El encuentro acabó con un contundente 1-5 a favor de los polacos, el gol céltico lo anotaría del Cura.
El tercer año de Pavić (1982-83), de nuevo en primera, concluyó de forma muy triste en el estadio José Zorrilla de Valladolid, con una derrota que materializó un descenso olívico más. Las temporadas 1983-84 y 1984-85, en Segunda División, se vivieron de forma muy distinta:

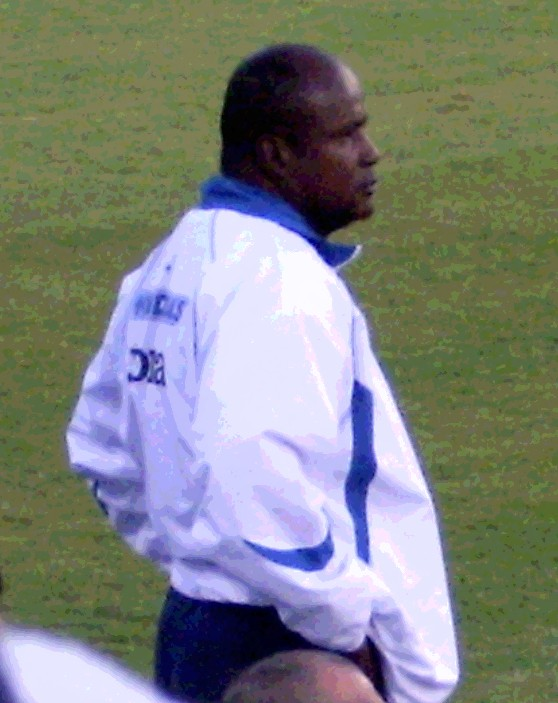
El líbero hondureño Gilberto se incorporó al club en la temporada 1984-85.

En la primera de ellas, sexto clasificado, el ascenso se escapó por un solo punto: campeón el Castilla de la Quinta del Buitre y subcampeón el Bilbao Athletic del pichihi Julio Salinas, ambos los filiales del Real Madrid y del Athletic Club, respectivamente, y por tanto imposibilitados para el ascenso, subiendo por ello el 3.º, 4.º y 5.º clasificados, Hércules, Racing de Santander y Elche, con 3, 2 y 1 puntos más que los vigueses.
En la temporada siguiente el equipo, entrenado por Félix Carnero, jugador fundamental en los 70 y posteriormente director técnico imprescindible del gran Celta del primer lustro de los 2000, logró su objetivo en una liga que pudo malograrse por los convulsos acontecimientos de las primeras jornadas, cuando una huelga de jugadores a nivel nacional obligó a los clubs a alinear a jugadores juveniles en las primeras jornadas. Superadas todas las dificultades, aquel Celta de Félix, comandado por Javier Maté, Lemos, Atilano, Alvelo, Cortés, Pichi Lucas y el líbero mundialista hondureño Gilberto, recuperó una vez más la plaza en la máxima categoría.
La temporada 1985-86 supuso un nuevo fracaso. La contratación del brasileño Baltazar no fue suficiente para fortalecer un equipo gafado, que empezó a fraguar su desgracia en el encuentro inaugural del campeonato; a pesar de arrancar un valioso empate a domicilio frente a la Real Sociedad de Arconada, Satrústegui, Zamora y López Ufarte, en el Estadio de Atocha cayó lesionado de gravedad el portero céltico Javier Maté, una de las grandes estrellas del equipo, que dijo adiós a la temporada. Aquella lesión coincidió con el servicio militar de su sustituto, la gran promesa navarra Patxi Villanueva, por lo que la responsabilidad de cubrir la portería celeste recayó en el tercer portero del equipo, Chuco. Durante bastantes encuentros de la primera vuelta, el centrocampista Vicente tuvo que ser el designado para alinearse en el acta como portero suplente. Cuando se reabrió el mercado de fichajes, el Celta se hizo con los servicios del gallego Pereira, procedente del Atlético de Madrid, pero su participación no pudo contrarrestar la dinámica negativa, y el descenso se consumó con muchas jornadas de anticipación. En esta temporada comenzó la relación con Citroën como principal empresa patrocinadora del club, debido a la relación de la empresa automovilística con la ciudad a través de la Fábrica PSA de Vigo.
En 1986, alarmada por el declive de la audiencia y repercusión del fútbol, la federación decidió innovar el sistema de competición para el campeonato de 1986-87 en Primera y Segunda División, de modo que tras una fase regular en la que se enfrentarían todos los equipos entre sí a doble vuelta, se conformarían 3 grupos que pelearían por distintos objetivos. Para el comienzo de la temporada, el Celta conservó el bloque de jugadores de la temporada anterior, esta vez a las órdenes del británico Colin Addison. La incorporación más destacada fue la del central norirlandés Jimmy Hagan, fichado para reforzar al equipo con vistas al tramo decisivo de la competición. Acabada la fase regular del campeonato en la cuarta plaza, el Celta quedó encuadrado en el grupo par, junto a Deportivo de la Coruña, C.D. Castellón, C.D. Málaga, Rayo Vallecano y Sestao Sport Club.

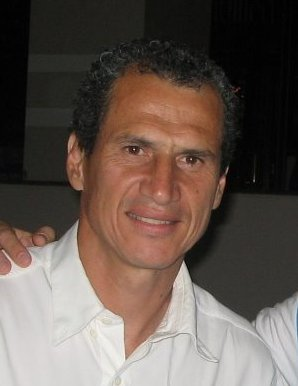
Los goles de delantero brasileño Baltazar fueron claves para que el Real Club Celta ascendiese a Primera División en la temporada 1986-87.

Las victorias sobre los coruñeses, permitieron al cuadro celeste llegar a la última jornada dependiendo de sí mismo para conquistar el ascenso: solo una derrota céltica permitiría al Castellón, que se enfrentaba al Deportivo de Eusebio Ríos en el Anxo Carro de Lugo, soñar con la posibilidad de ascender. Los albinegros recibieron facilidades de los desterrados herculinos, que alinearon un equipo formado por jugadores juveniles y del filial; no desaprovecharon la ocasión y se impusieron con comodidad. Con todo, su victoria resultó pírrica, puesto que el Celta, arropado por cientos de aficionados desplazados en un convoy ferroviario especial a Sestao, logró mantener el empate que le servía para ascender a primera junto al Valencia C.F. y el C.D. Logroñés, vencedores del grupo impar.
Tras el éxito en la liga más larga de la historia, culminada con el ascenso y el pichichi para Baltazar, la temporada 1987/88 se presentaba como la oportunidad para Colin Addison de lucirse en la élite del fútbol español. Con todo, sorprendentemente el técnico no se incorporó a dirigir la pretemporada. La dirección del cuadro de jugadores recayó en José María Maguregui, quien consiguió mantener el nivel del equipo en la nueva categoría, acariciando la posibilidad de retornar a las competiciones europeas al ocupar durante muchas jornadas los puestos de cabeza.
Pero el equipo bajó su rendimiento en las últimas jornadas y concluyó el campeonato en séptimo puesto. Maguregui presentó su dimisión varias jornadas antes de la conclusión, debido al malestar que provocó entre los aficionados la confirmación de que entrenaría la temporada siguiente al Atlético de Madrid, precisamente el equipo contra el que el Celta estaba luchando por una plaza para la Copa de la UEFA.

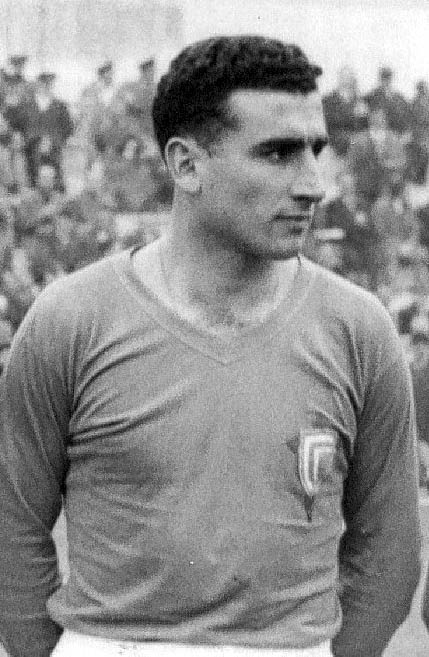
Quinocho.

Maguregui llevó consigo al goleador Baltazar, que en el Atlético se proclamó pichichi. Sustituyendo al vasco por el asturiano Novoa, antiguo jugador céltico, y al brasileño por su compatriota Amarildo, el Celta de la temporada 1988/89, con las incorporaciones de Zoran Marić y Pedro Herrera, registro números muy similares a los del año anterior, concluyendo la liga en octava posición.
A pesar de la buena clasificación en liga, este año es recordado de forma muy triste por el celtismo, ya que el club tuvo que afrontar dos tragedias en un periodo muy corto de tiempo. La primera se produjo en la madrugada del 20 al 21 de agosto, cuando el canterano José Manuel Alvelo fue víctima de un accidente de tráfico, en el que sufrió una lesión medular que dejó al futbolista postrado en silla de ruedas. Apenas dos meses después, el 20 de octubre, la tragedia volvió a golpear al celtismo, ese día el gerente del Celta, Joaquín Fernández Santomé "Quinocho", fue asesinado a causa de la puñalada durante un atraco ocurrido en las oficinas del club, ambos hechos conmocionaron al celtismo y a todo el fútbol español.
Durante la pretemporada del año 1989, la sensacional campaña de Amarildo no pasó desapercibida para los grandes de Europa y la lluvia de ofertas se concretó en un traspaso estratosférico para la época, la S.S. Lazio pagaría 200 millones de pesetas por el jugador. Tras esta importante baja, el Celta ficharía a otro delantero brasileño, Nílson, confiando en repetir el éxito de las contrataciones anteriores. Con todo, su rendimiento fue muy inferior al esperado. Se incorporó otro brasileño, Fabiano, que rindió por encima de su compatriota, también fue fichado un jugador del Deportivo, el delantero Vicente Celeiro. A pesar de estos fichajes el equipo terminó descendiendo en la temporada 1989-90.
Hubo que esperar a la temporada 1991-92 para que el Celta ascendiera a la Primera División, el exjugador internacional Txetxu Rojo, incorporado a finales de la temporada anterior, construyó un equipo sólido de elevada fluidez con el título de campeón de la Segunda División varios días antes de la conclusión de la liga. El veterano Javier Maté cedió la titularidad bajo los palos al prometedor Patxi Villanueva, quien tuvo una magnífica temporada. El personal técnico del mercado sondeó el mercado futbolístico de los balcanes y consiguió dos contrataciones: el defensa Goran Jurić y el delantero Vladimir Gudelj, un goleador joven y corpulento serbio-bosnio que se proclamaría Pichichi de la categoría. Pronto el joven delantero balcánico se convirtió en un jugador muy querido por los celtistas. La alegría que le proporcionó a Gudelj el éxito del fútbol contrasta con la inquietud por los acontecimientos que tuvieron lugar en su país, en donde había estallado una sangrienta guerra. Se fichó también otro ídolo del eterno rival, el interior "Flaco" Gil. Fabiano se convirtió en director de juego y el nigranés Jorge Otero se consolidó en el lateral derecho.

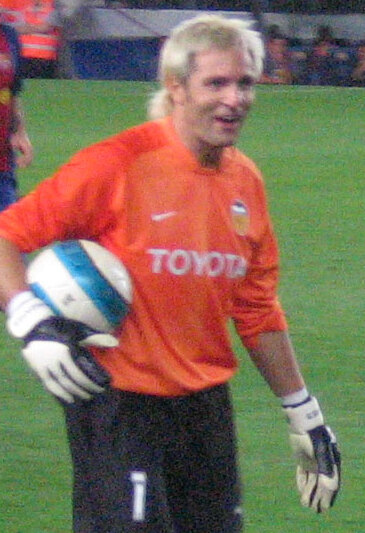
Santiago Cañizares consiguió su primer Trofeo Zamora defendiendo la portería del Real Club Celta en la temporada 1992-93.

Tras conseguir el ascenso, el Celta se enfrentó en esos días a otro reto trascendental para su futuro, la conversión en SAD era necesario para cubrir el capital establecido por el Consejo Superior de Deportes para permanecer en las competiciones profesionales. Por último, el celtismo respondió a las llamadas de la directiva presidida por Ignacio Núñez que pudo liquidar ese trámite. Reintegrado una vez más en la Primera División, durante la temporada 1992-93 Chechu Rojo consiguió dotar al equipo de una solidez defensiva que proporcionó a su portero el Trofeo Zamora por el menos goleado empatado con Paco Liaño. Santiago Cañizares, fichado ese verano, comenzaba a recorrer el camino que le llevaría la internacionalidad y a defender la portería española en el Mundial de los Estados Unidos de 1994.

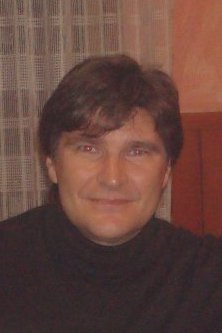
El delantero bosnio Vlado Gudelj fue un jugador decisivo en el ascenso de la temporada 1991-92 y en la consolidación del equipo en Primera División.

El eje de esta defensa de Rojo se reforzó con un central internacional que el preparador conocía bien: su colega Patxi Salinas, que fue el complemento a la solvencia y clase de Jurić. Jorge Otero se apropió del lateral derecho y el izquierdo se confió al campeón olímpico, Rafael Berges. En la vanguardia se incorporó un extremo campeón Intercontinental, Milorad Ratković, para asistir al ariete serbio-bosnio. En esta temporada se conquistaría plácidamente la permanencia.
El 20 de abril de 1994 se vivió la mayor movilización de la historia del celtismo, con el desplazamiento a Madrid de los 25 000 aficionados que contaban con entrada para presenciar la final de la Copa del Rey en el estadio Vicente Calderón. El Celta de Chechu Rojo alcanzó la final tras superar en las semifinales al Tenerife de Jorge Valdano, que se presentaba en esa cita como el gran favorito. En el primer partido, el Celta consiguió la victoria por 2-0 en Balaídos con goles de Gudelj. Con el pase a la final prácticamente asegurado, en el encuentro de vuelta el Tenerife le puso emoción empatando a 2-2 la eliminatoria a media hora de la conclusión pero en 5 minutos de inspiración, de nuevo Gudelj, anotó dos tantos poniendo como resultado final un 4-2 que daba el pase a la final al Celta. Tras superar las semifinales, el rival que esperaba en la final era el Real Zaragoza, entrenado por Víctor Fernández, equipo que cegaba en Europa con su fútbol. Tras finalizar los primeros 90 minutos y la prórroga en empate, finalmente se llegó a los penaltis, donde el portero vasco Andoni Cedrún detuvo un penalti muy mal ejecutado al defensa del Celta, Alejo, y tras ese error clamoroso, Higuera marcó el penalti definitivo que llevó la Copa del Rey de ese año a la ciudad de Zaragoza.

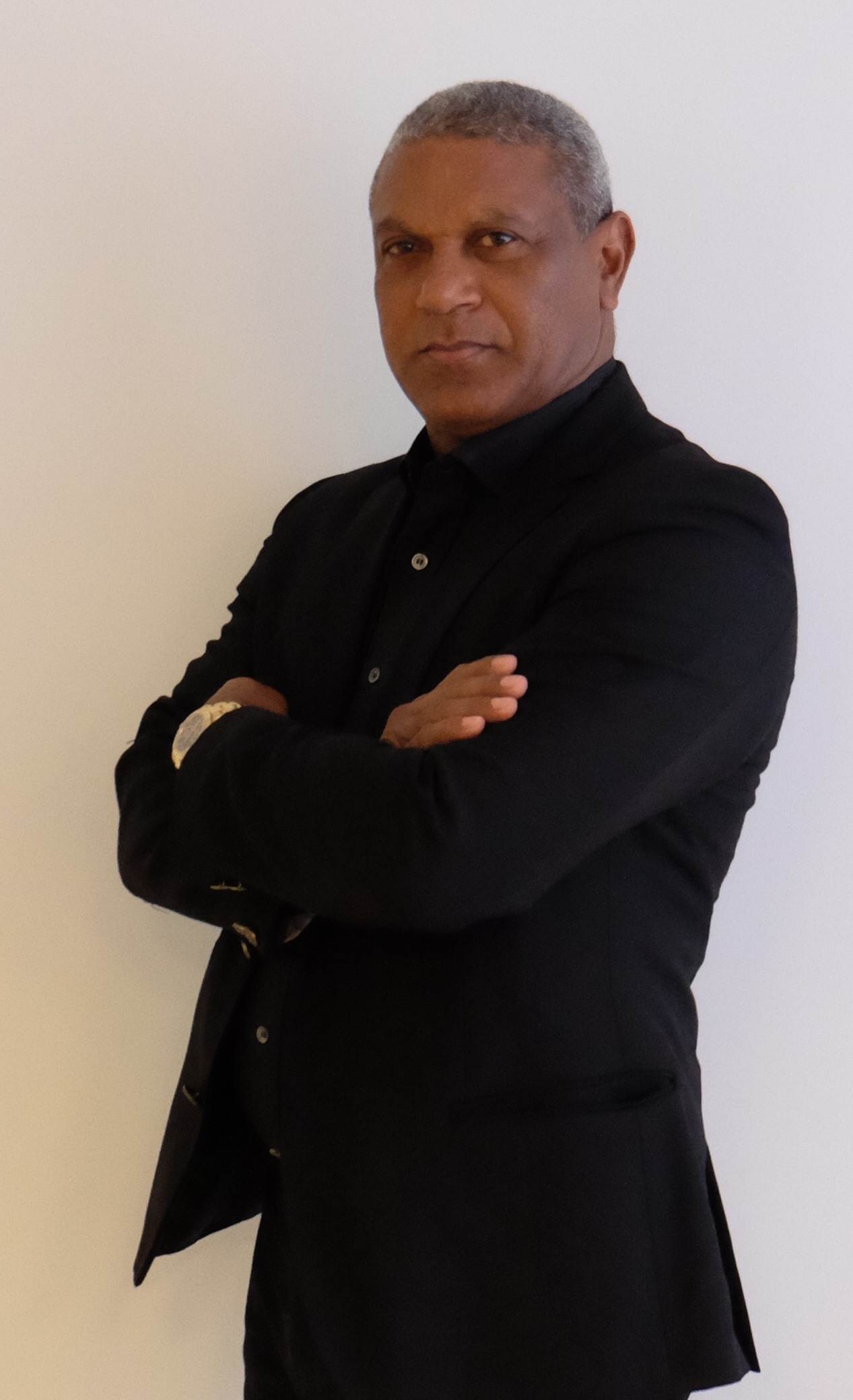
El campeón del mundo Mazinho, fichó por el Celta en la temporada 1996-97 procedente del Valencia C. F.

La Ley del Deporte obligaba a los equipos, que se convertirán gradualmente en Sociedades Anónimas Deportivas, a presentar unos avales como previsión de deudas antes del 1 de agosto de 1995. Por causas diversas, el Sevilla F. C. y el Celta de Vigo no pudieron cumplir tales plazos, por lo que fueron descendidos administrativamente a Segunda División B. Decenas de miles de aficionados de ambos clubes se echaron a la calle repetidas veces para defender los intereses de sus equipos. A pesar de que se solicitó un tiempo de espera para la constatación de la ausencia de estos avales, la Federación desde el primer momento entregó las plazas al Real Valladolid y al Albacete Balompié, quienes tenían que descender ese año. Al final, la presión de las aficiones consiguió hacer retractarse la Federación y esta terminó admitiendo a los cuatro clubes en Primera División, formando una liga de veintidós equipos que apenas tuvo dos años de vida.
Posteriormente, ya en la temporada 1996-97, el Celta volvió a realizar una gran actuación en la Copa del Rey de esa temporada. El equipo de aquellas dirigido por el entrenador gallego Fernando Castro Santos, se plantó en las semifinales del torneo después de eliminar en las rondas previas al Unió Esportiva Lleida y al Racing de Santander, las semifinales contra el Real Betis Balompié estuvieron marcadas por la polémica, ya que en el único gol del partido anotado por el bético Nenad Bjelica, vino precedido de una interrupción del juego en la que el Celta tiró el balón fuera debido a que uno de sus jugadores se encontraba tirado sobre el terreno de juego, luego de esta interrupción el jugador croata no devolvió el balón al conjunto celeste y anotó gol en una combinación con Alfonso Pérez. Ya en la vuelta en el Estadio de Balaídos, el Celta no fue capaz de remontar la eliminatoria, finalizando el encuentro con empate a uno, con lo que el equipo vigués se quedó a las puertas de la gran final.

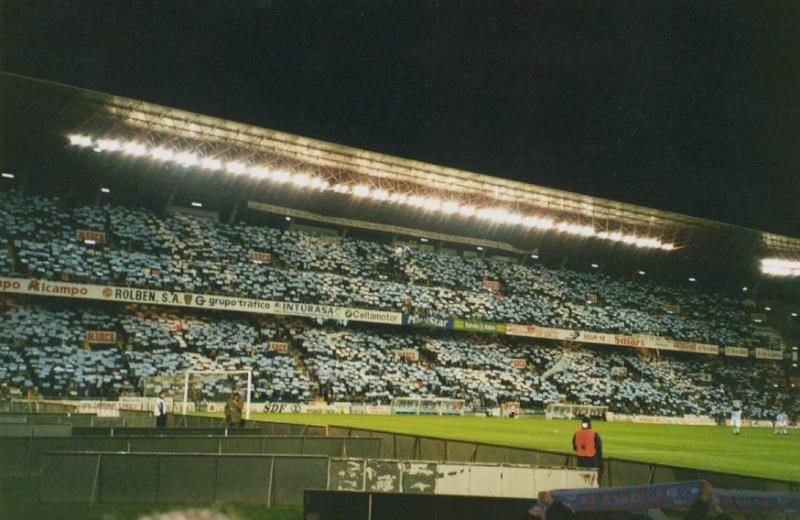
Aspecto de las gradas Río Alto y Río Bajo, durante el encuentro de la Copa de la UEFA 1999/2000 ante la Juventus de Turín.

Durante estos años el Celta se mantuvo en los primeros puestos de la clasificación liguera y se convirtió en un habitual de las competiciones europeas, todo ello en parte gracias al juego ofensivo y alegre que realizaba. En el campo destacaron importantes jugadores como Aleksandr Mostovói, Catanha, Claude Makélélé, Gustavo López, Haim Revivo, Luboslav Penev, Míchel Salgado, Mazinho, Valeri Karpin o Zvonimir Boban, dirigidos durante la temporada 1997-98 por Javier Irureta y posteriormente por Víctor Fernández. El equipo también destacó en la Copa de la UEFA, competición en la que eliminó a reconocidos clubes europeos, entre ellos el Aston Villa, Benfica, Estrella Roja de Belgrado, Juventus, Liverpool F.C. o VfB Stuttgart. Gracias a estas buenas actuaciones tanto en el campeonato doméstico, como en Europa, supusieron que en febrero del año 2001 el Celta fuese distinguido por la IFFHS como mejor club del mundo de ese mes.

### De la Gloria Europea al Abismo y Renacer: Crónica del Celta del Cambio de Milenio (1999-actualidad)

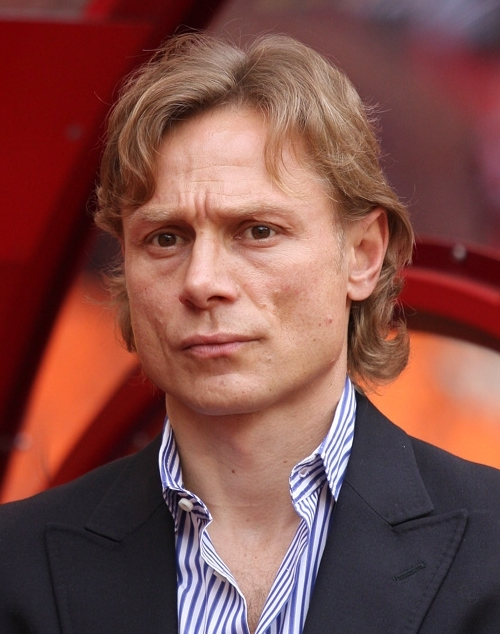
El mediapunta ruso Valeri Karpin fue uno de los jugadores más destacados del equipo durante esta época.

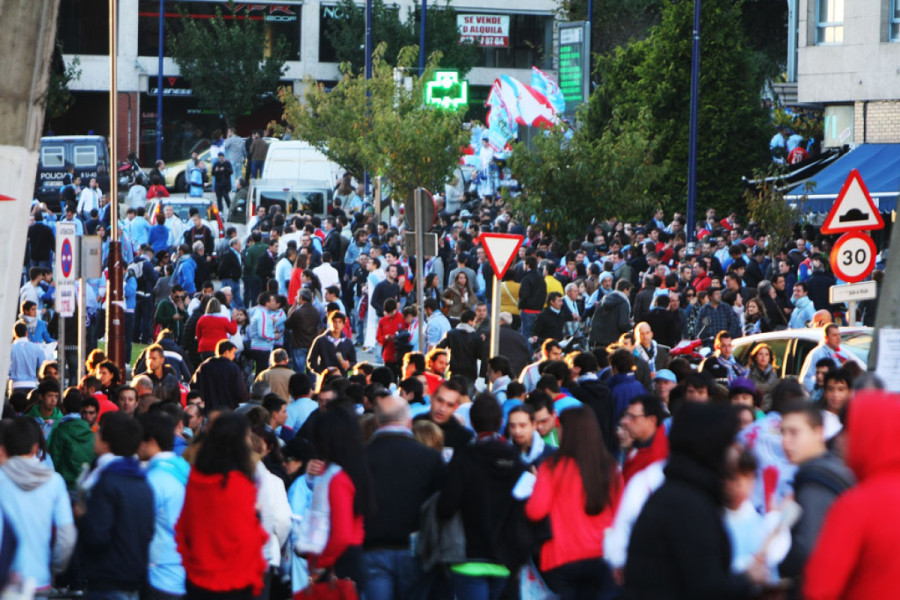
Partidarios del celta antes de un partido.

El 30 de junio de 2001 el Celta disputó la final de la Copa del Rey de ese año frente al Real Zaragoza en el Estadio de la Cartuja, en donde tuvo la oportunidad de estrenar su palmarés en la competición copera. Al principio del encuentro el conjunto vigués se adelantó en el marcador gracias a un gol de Alexander Mostovoi en el minuto 4, tras el optimismo inicial la desesperación se apoderó de los aficionados celestes cuando los aragoneses remontaron y se volvió a repetir el éxito del equipo zaragozano de 1994. Una temporada más tarde, Víctor Fernández finalizó su andadura en el Celta, en donde bajo su dirección el equipo logró practicar un gran fútbol y siempre se clasificó para disputar competiciones europeas, incluyendo el hecho de lograr ganar en esta etapa el hasta ahora único título oficial del club hasta la fecha, la Copa Intertoto del año 2000 ante el Zenit de San Petersburgo.

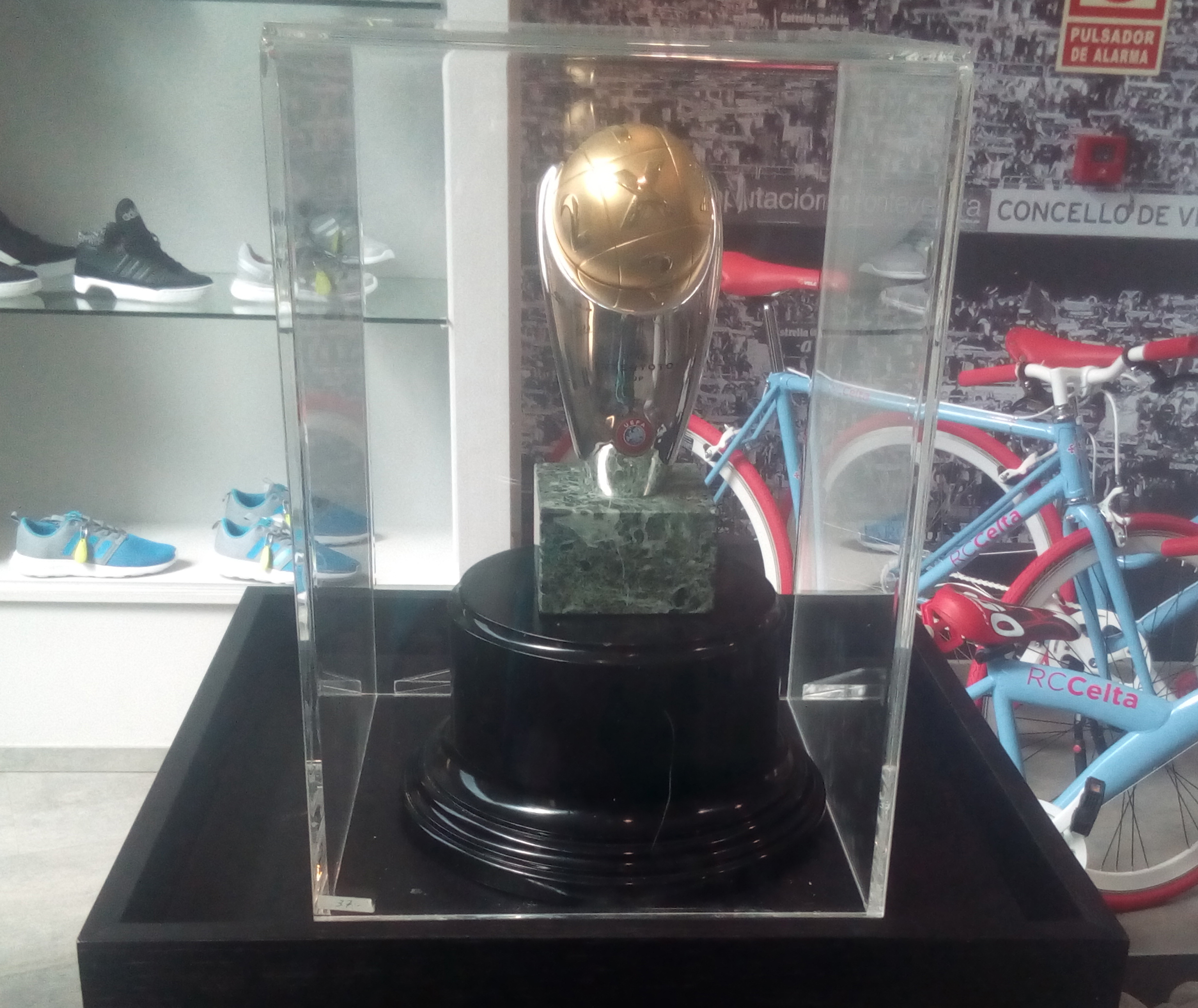
Trofeo de la copa Intertoto, conquistada por el Real Club Celta contra el Zenit de San Petersburgo en su edición del año 2000.

En la temporada 2002-03 Miguel Ángel Lotina se hizo cargo de la dirección del equipo, un entrenador que apostó desde el principio por un fútbol más defensivo que su antecesor Víctor Fernández. Pese al desencanto inicial de la afición con el juego practicado, la fortaleza defensiva del equipo y el rendimiento en la segunda vuelta del campeonato del delantero egipcio Mido (cedido por el Ajax de Ámsterdam en el mercado invernal), permitieron que al finalizar la temporada el Celta lograse un histórico cuarto puesto, que otorgó una plaza para disputar la Liga de Campeones al equipo vigués por primera vez en su historia. Además de este éxito colectivo, durante esa temporada Pablo Cavallero conquistó el Trofeo Zamora, siendo el guardameta menos goleado del campeonato liguero.

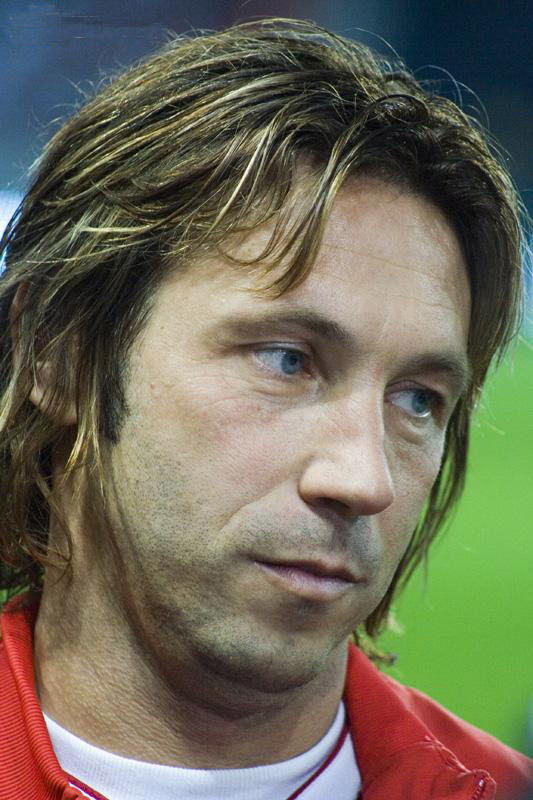
Aleksandr Mostovói, apodado el «Zar de Balaídos».

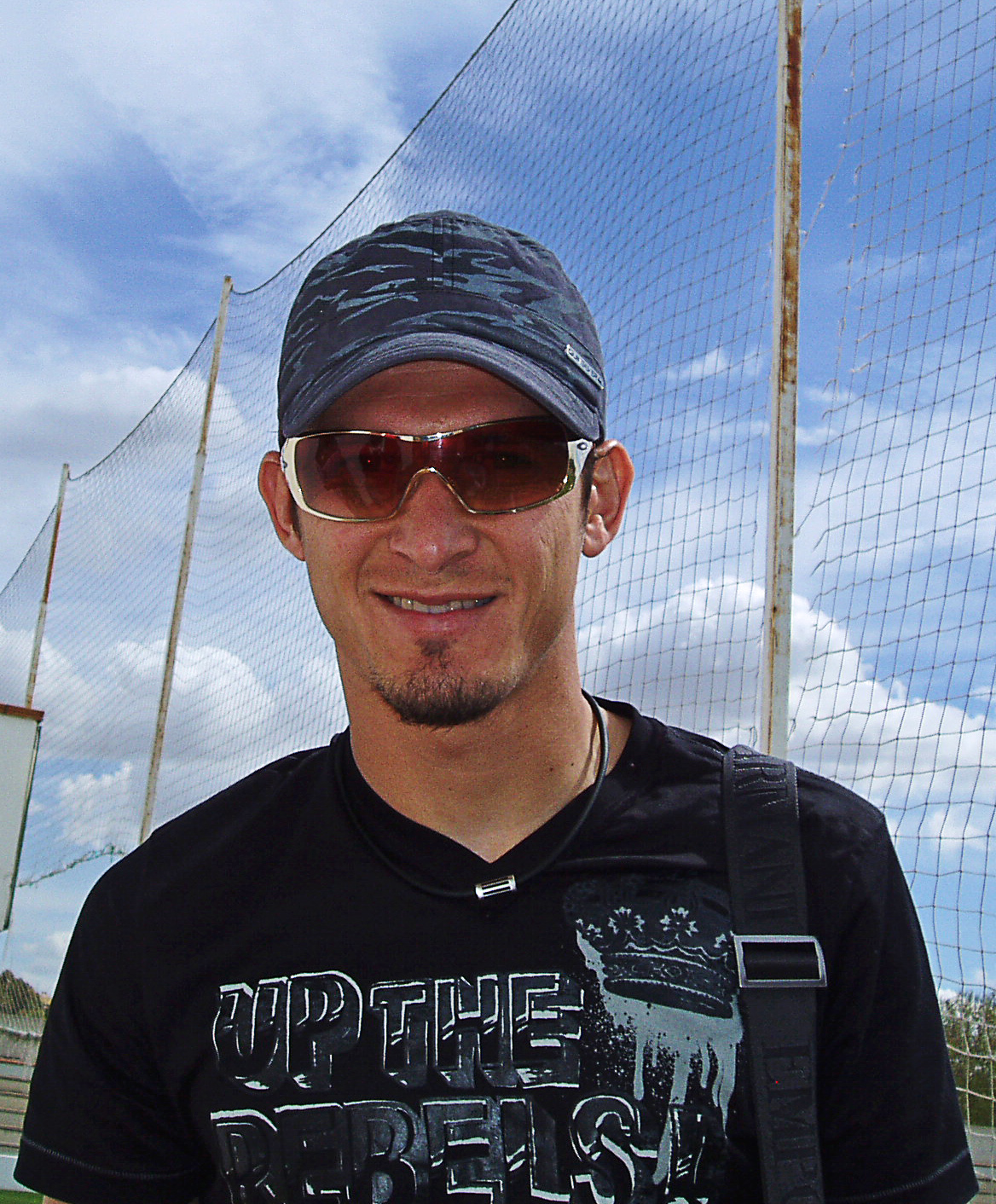
Edu, jugador del Celta entre 2000 y 2004.

La temporada 2003-04 se afrontó con gran optimismo por parte de la afición, directiva y jugadores, en parte gracias al estilo de juego sólido, ordenado y compacto realizado por el equipo en el curso anterior. Sin embargo durante las primeras jornadas del campeonato el Celta cosechó resultados negativos, que no mejoraron con el paso de las jornadas. Mientras que la situación en la liga era cada vez más preocupante, el equipo respondió con buenos resultados en la fase de grupos de la Liga de Campeones, consiguiendo la clasificación para los octavos de final, situándose como segundo en su grupo detrás del AC Milan y superando al Club Brujas y Ajax de Ámsterdam.
A pesar de este éxito, las goleadas recibidas en casa contra el Deportivo de la Coruña (0-5) y ante la Real Sociedad (2-5), provocaron una situación insostenible que propició la destitución de Miguel Ángel Lotina. Su reemplazo en el banquillo fue el experimentado Radomir Antić, con el técnico serbio el equipo consiguió unos buenos resultados iniciales que predecían una reacción del equipo, aunque en la Liga de Campeones el Celta fue eliminado por el Arsenal F.C. en la ronda de octavos. En el partido de ida los celestes perdieron por 2-3 ante los ingleses, que volvieron a ganar en el partido de vuelta disputado en el Estadio de Highbury por 2 a 0. Tras esta eliminación el Celta acumuló en liga derrota tras derrota, superado por la situación y sin el escaparate de la Champions, Antić presentó su dimisión. La responsabilidad de salvar al club de descender recayó sobre dos hombres de la casa, Ramón Carnero y Rafa Sáez, este tándem consiguió muy buenos resultados en las 8 jornadas que dirigió al equipo, aunque no fueron suficientes para evitar un descenso inesperado. Los últimos encuentros de esta temporada sirvieron para que se afianzase en el equipo del prometedor canterano Borja Oubiña.

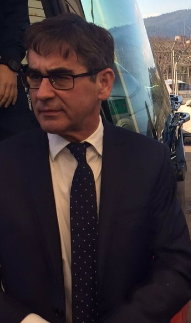
Fernando Vázquez, técnico del ascenso de la temporada 2004-05.

Una vez consumado el descenso de categoría, muchos jugadores importantes en las temporadas anteriores causaron baja en el club. A pesar de ello, la temporada 2004-05 se afronta con el objetivo de regresar lo antes posible a la máxima categoría, por lo que se fichó como entrenador a Fernando Vázquez y se renovó el equipo, con jugadores experimentados y canteranos. A pesar de la irregularidad mostrada al inicio del campeonato, el Celta tomó el pulso de la categoría y se mantuvo en los puestos altos de la tabla, en parte gracias a una magnífica segunda vuelta del campeonato. Inicialmente el club certificó su regreso a la máxima categoría tras una victoria por 1-3 en el Estadio de Chapín frente al Xerez en la antepenúltima jornada, pero la alineación indebida del canterano Toni Moral supuso la pérdida de esos 3 puntos, por lo que el ascenso matemático se tuvo que posponer a la última jornada, en la que el club vigués derrotó por 0-2 al Unió Esportiva Lleida, certificando de esta manera su regreso a Primera División apenas un año después.

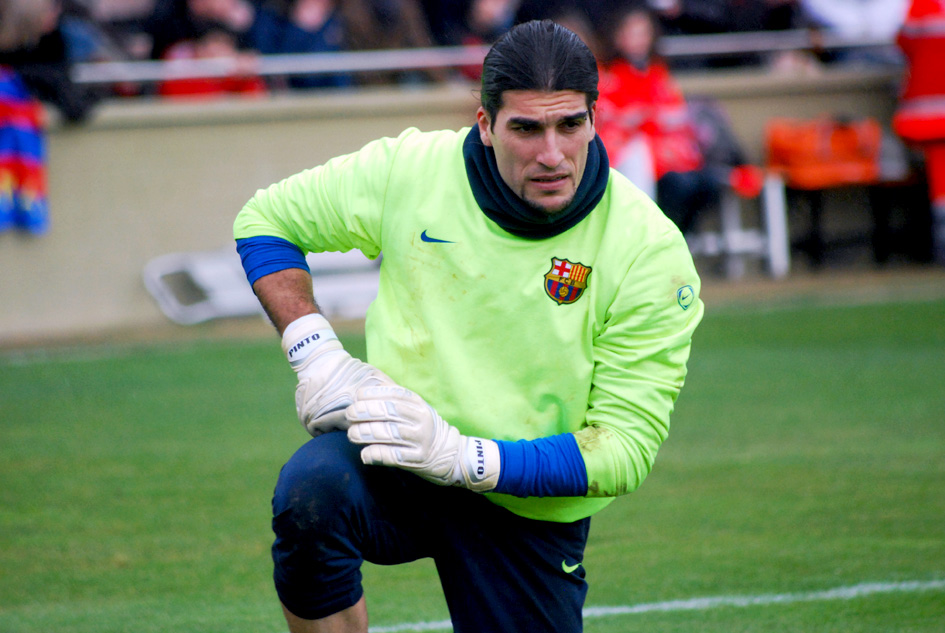
El guardameta José Manuel Pinto, logró el Trofeo Zamora defendiendo la portería del Real Club Celta en la temporada 2005-06.

En la temporada 2005-06, el Celta tuvo que hacer una plantilla de jugadores con un presupuesto muy bajo, entre los que destacaba un joven jugador cedido por el Valencia, David Silva. Sin embargo, el equipo dio la talla y desde las primeras jornadas ocupó puestos en la parte alta de la clasificación, por lo que logró la permanencia de forma holgada y se retornó de forma inesperada a la Copa de la UEFA, gracias al sexto lugar obtenido al final de la liga. En esa temporada el equipo ganó como visitante en plazas tan complicadas como el Benito Villamarín, Riazor, Santiago Bernabéu y el Vicente Calderón.
En la siguiente temporada se mantuvo el bloque de la temporada anterior, aunque el equipo mostró una gran irregularidad, tanto en juego como en resultados. La temporada comenzó con buenos resultados a domicilio, pese a ello el equipo encadenó una mala racha de resultados, sobre todo en Balaídos, lo que supuso la destitución de Fernando Vázquez como técnico en la jornada 29 del campeonato, estando situado el Celta en la penúltima posición de la liga y eliminado por el Werder Bremen en octavos de final de la Copa de la UEFA. El técnico gallego fue sustituido por Hristo Stoichkov, que sólo tenía experiencia como entrenador de la selección de fútbol de Bulgaria, el entrenador búlgaro debutó con una victoria en Balaídos frente al Deportivo de la Coruña, pese a este buen inicio el equipo no es capaz de encadenar una buena racha de resultados, desaprovechando oportunidades de sumar puntos frente a rivales directos por la salvación. Aun así, el Celta encara la última jornada con posibilidades matemáticas de mantener la categoría, aunque sin depender de sí mismo. Finalmente los triunfos del Athletic Club y del Betis hicieron que la victoria por 2-1 del Celta frente al Getafe no fuese suficiente para mantenerse en Primera División, por lo que el Celta retorna a la categoría de plata dos años después.
Para la nueva temporada en la segunda división, el Celta se deshizo de bastantes jugadores del anterior proyecto, entre ellos Gustavo López que decidió no renovar. En el banquillo continuaría Hristo Stoichkov y Ramón Martínez substituyó a Félix Carnero en la dirección deportiva. Esta temporada estuvo marcada por los malos resultados, lo que provocó la destitución del técnico búlgaro en diciembre, su reemplazo Juan Ramón López Caro tampoco obtuvo grandes resultados por lo que también fue despedido, ocupó provisionalmente su puesto Antonio López, que fue reemplazado por Alejandro Menéndez, entrenador del equipo filial.
Finalmente con Menéndez en el banquillo el Celta acabó la liga en decimosexta posición, a dos puntos del descenso. La temporada finalizó con polémica, ya que en la última jornada el Celta matemáticamente salvado se medía en Balaídos con el Deportivo Alavés, encuentro en donde ofreció una mala imagen y cayó derrotado, costándole la categoría al Racing de Ferrol. El presidente del club ferrolano Isidro Silveira llegó a afirmar, un año después, que el Celta se dejará perder.

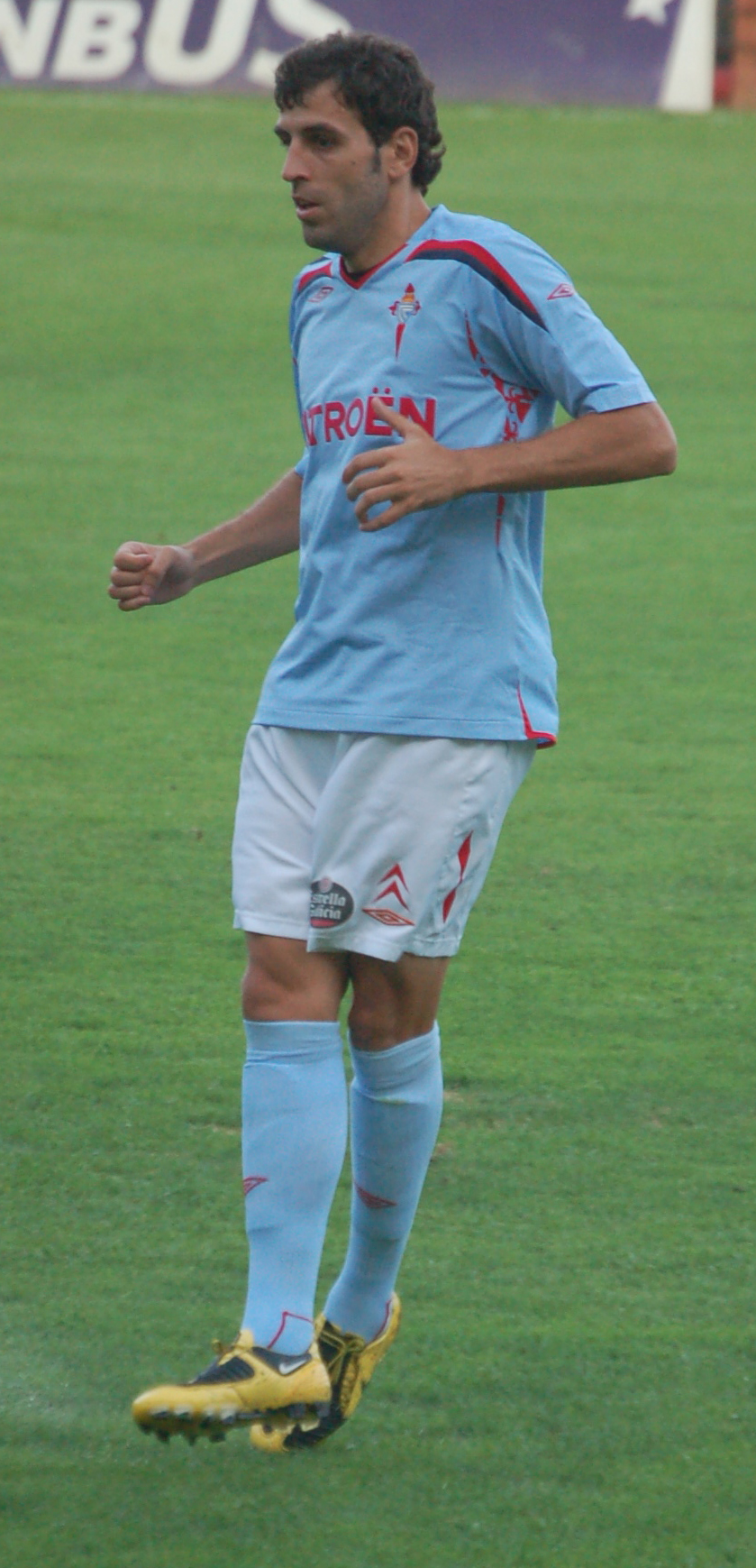
Roberto Trashorras jugando con el Real Club Celta en 2009.

En esa misma temporada también salió a la luz la deuda del Celta, que aproximadamente ascendía a 84 millones de euros, por lo que el club solicitó el concurso de acreedores a fecha del 20 de junio de 2008 para poder afrontar los pagos a sus acreedores.
La mala temporada anterior trajo consigo una reestructuración de la plantilla. Se apostó por futbolistas gallegos dando continuidad a Dani Abalo, Jonathan Vila, Roberto Lago y Rubén; más los fichajes de Noguerol, Trashorras y el retorno de Borja Oubiña, tras su cesión al Birmingham City.
Así, en la temporada 2008-09, el Celta realizaría una muy buena primera vuelta estando en el grupo de aspirantes al ascenso, pese a perder los tres primeros encuentros. La segunda vuelta fue verdaderamente, una tremenda cuesta abajo para el equipo, pasando de estar a un punto de los puestos de ascenso a estar varias jornadas en puestos de descenso y salvándose en las últimas jornadas de liga. El mal tramo liguero le costó el puesto a Pepe Murcia, ocupando su lugar Eusebio Sacristán, jugador del Celta entre 1995 y 1997. En la penúltima jornada y gracias a dos tantos de Iago Aspas frente al Deportivo Alavés, el Celta conseguía evitar el descenso a Segunda B y se salvaba de la desaparición por problemas económicos. Esta permanencia supuso que el club pudiese completar la ley concursal y conseguir reducir su deuda a menos de la mitad.

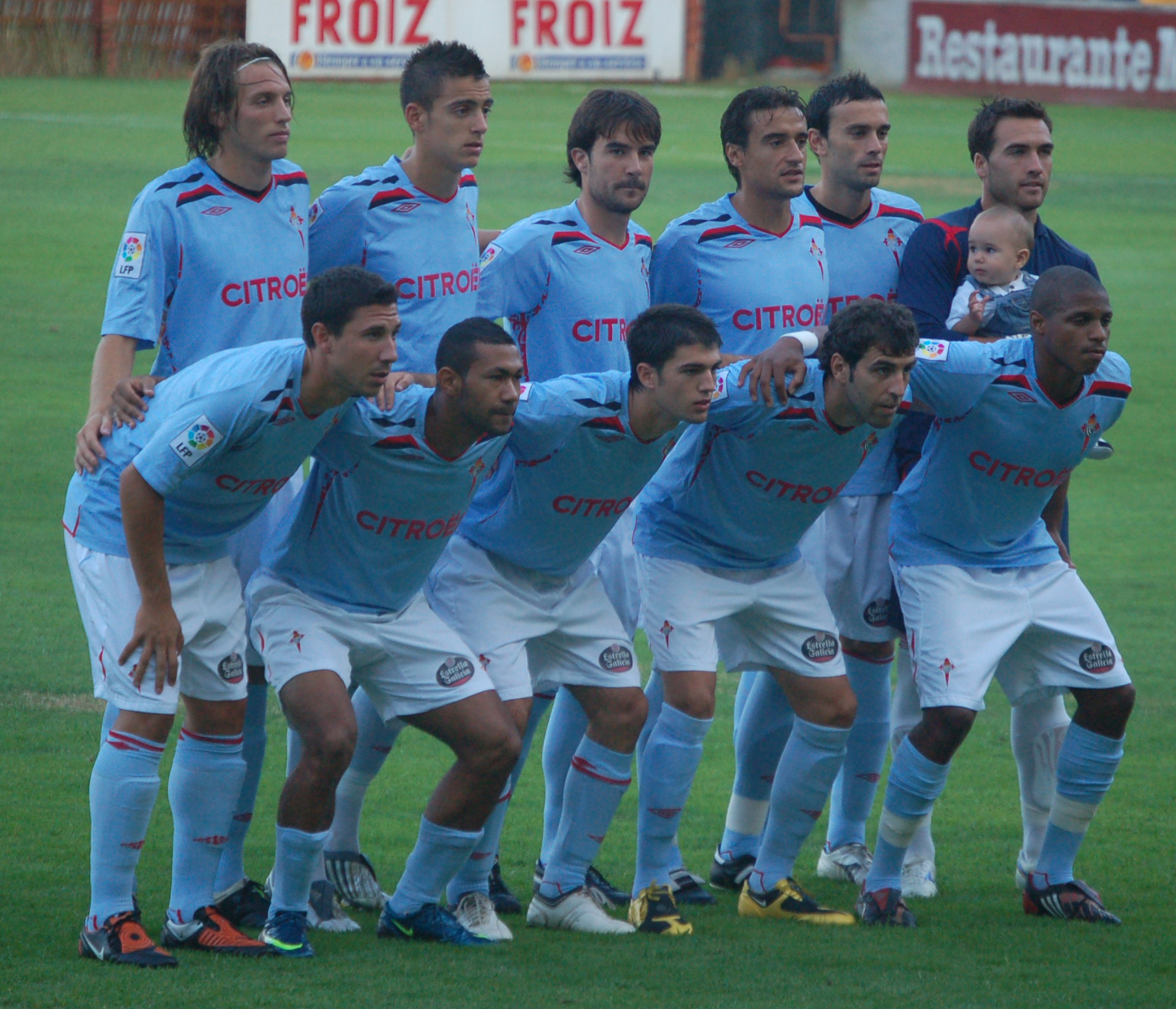
Once inicial en el Trofeo Ciudad de Pontevedra del 2009 ante el Pontevedra C.F.

Para afrontar la temporada 2009-10 el Celta decide cambiar de rumbo en su política de fichajes y comienza a apostar decididamente por la cantera. Aspas, Mallo, Toni y Túñez comienzan a tener un gran protagonismo con el primer equipo. Con Eusebio en el banquillo como entrenador, el club comenzaría la liga perdiendo en casa ante el C.D. Numancia, empatando los dos siguientes encuentros y perdiendo de nuevo otros dos partidos, ante el Córdoba C.F. y el Hércules. Este mal inicio lastraría toda la temporada, con los olívicos maniéndose durante casi toda la primera vuelta en la parte baja de la clasificación. Con todo el Celta conseguiría remontar puestos para acabar finalmente en la decimosegunda posición.
Tras finalizar la no muy exitosa temporada 2009-10, se anuncia la contratación de un nuevo entrenador para la temporada 2010-11 procedente del Villarreal B, Paco Herrera. Llegaron además muchas caras nuevas al equipo, como es el caso de Ander Murillo, David Rodríguez, Joan Tomás o Quique de Lucas. Junto a estos jugadores seguirían a ganar protagonismo más canteranos como Dani Abalo o Yoel. La temporada del Celta sería excepcional, maniéndose siempre, excepto las tres primeras jornadas, entre los seis primeros de la clasificación, llegando incluso a ostentar el liderado de la categoría durante varias jornadas. Con todo un bajón de resultados durante las últimas jornadas privó al Celta del ascenso directo, teniendo que luchar por él en la ronda de play-offs.

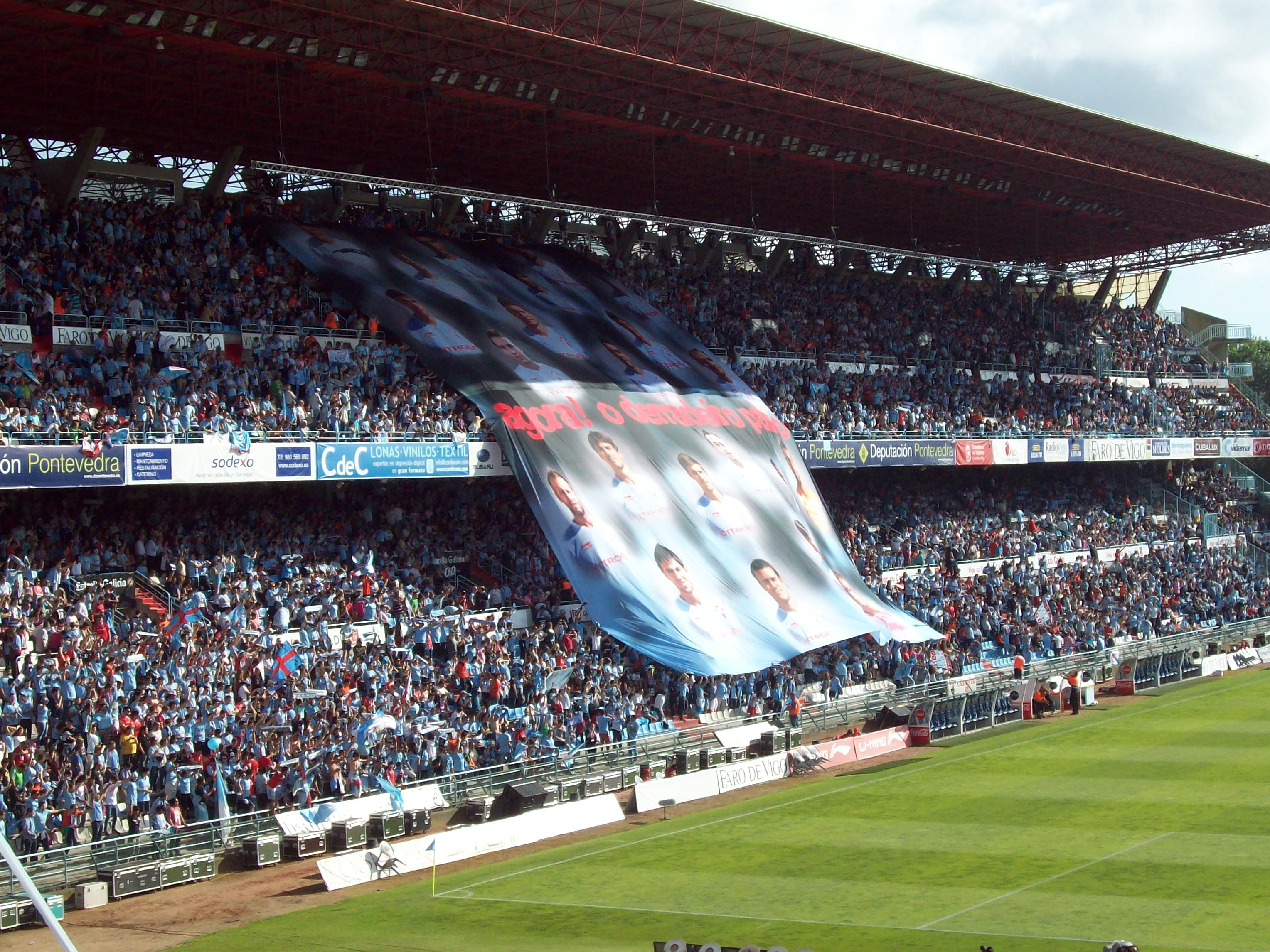
Pancarta en el partido del ascenso ante el Córdoba C.F.: «Agora! O derradeiro paso».

En la primera ronda el rival sería el Granada C.F., entrenado por Fabri González y que acababa de ascender a la categoría de plata. El partido de ida sería jugado en Balaídos ante 20 341 espectadores. El Celta jugaría un buen partido, ganando por 1 a 0 con gol de Michu en el minuto 77 de partido. Sin embargo, el partido de vuelta no sería tan plácido. El tiempo transcurrido entre los dos encuentros no estuvo libre de varias polémicas, como el choque durante la ida entre Aspas y el portero del Granada Roberto. Aunque el Celta luchó por la victoria, un solitario gol de Orellana (que al año siguiente pasaría a ser jugador del Celta) en el minuto 21, llevó finalmente el partido a la ronda de penaltis, en donde cayó el equipo vigués por 5 goles a 4.
En la temporada 2011-12, Paco Herrera continuaría como técnico, dando continuidad al proyecto iniciado el año anterior. Se mantuvo el bloque de la temporada pasada, llegando tan solo al equipo Bellvís, Mario Bermejo, Natxo Insa, Oier y Orellana, autor del gol del Granada la temporada anterior. El Celta tardaría en arrancar, pero a partir de la jornada 24 ya no bajaría de los tres primeros puestos de la tabla. Este año, además, con el descenso del Deportivo, se volvería a reeditar el clásico del fútbol gallego entre vigueses y coruñeses, el cual no se jugaba desde 2007. Finalmente, un empate a cero goles en la última jornada en Balaídos ante el Córdoba C.F. permitió al Celta ocupar la segunda posición de la tabla y certificar su regreso a la primera división.

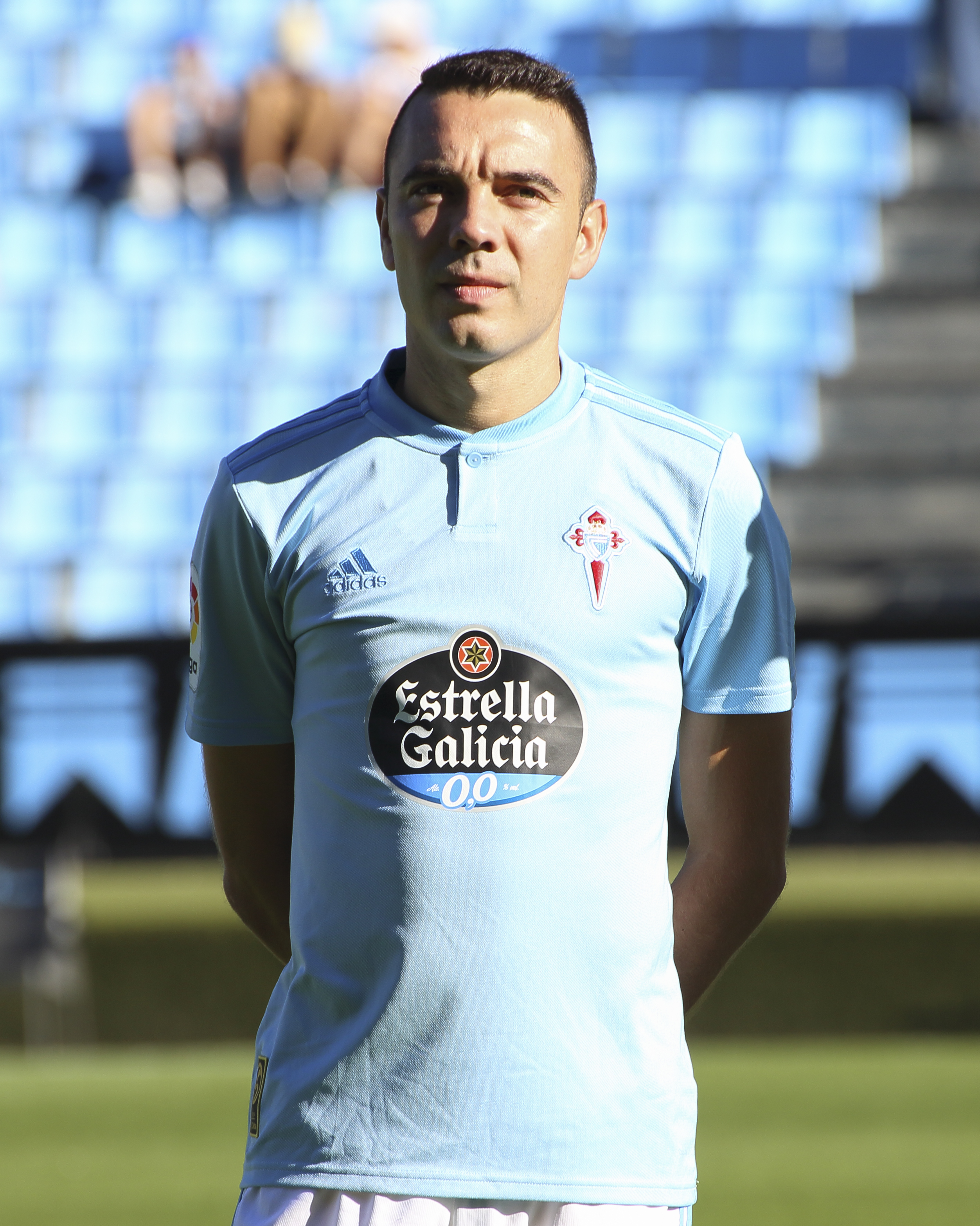
El delantero de Moaña Iago Aspas fue ganador del Trofeo Zarra en las temporadas 2016-17, 2017-18, 2018-19 y 2021-22.

La alegría por el retorno del Celta a Primera División, hace que aumente el número de abonados hasta los 22 500. Confirmada la continuidad de Paco Herrera en el banquillo, los celestes se reforzarían con el objetivo de conseguir la permanencia de forma holgada. Llegarían al equipo Augusto Fernández, Gustavo Daniel Cabral, Javi Varas, Michael Krohn Dehli, Park Chu-Young y Samuel Llorca, el gasto total en fichajes sería de 3,45 millones de euros. La liga comenzaría con el Celta fuerte en Balaídos, pero sin conseguir buenos resultados fuera, manteniéndose en la zona media baja de la tabla. Con todo, una racha de malos resultados llevaría al Celta a los puestos de peligro.
Esta situación llevó a la rescisión del contrato de Paco Herrera y la contratación de Abel Resino como nuevo técnico. En el mercado de inverno llegarían además nuevos jugadores para reforzar la plantilla, Danijel Pranjić, Vadim Demidov y el retorno de Fabián Orellana, pero esta vez en propiedad por 1,2 millones de euros.
Finalmente el Celta consiguió la salvación en la última jornada del campeonato, pese a llegar al penúltimo partido en la última posición,  tras ganar los encuentros ante el Real Valladolid y en la última jornada frente al R.C.D. Español con un gol de Natxo Insa, y ser favorables los resultados de sus rivales por la permanencia, que terminaron descendiendo, Deportivo de la Coruña, R.C.D. Mallorca y Real Zaragoza.

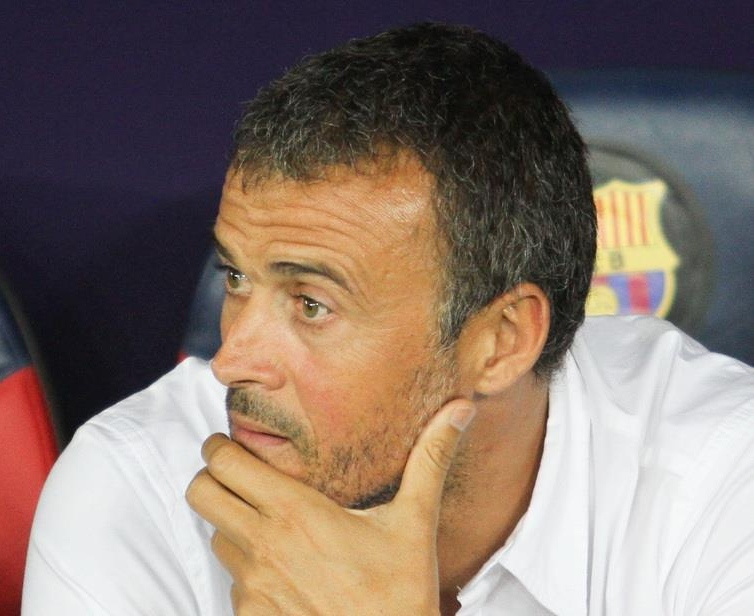
Luis Enrique, entrenador del Real Club Celta en la temporada 2013-14.

Para el inicio de la temporada 2013-14 el club fichó a Luis Enrique como nuevo entrenador. En el capítulo de bajas y altas, Iago Aspas fue vendido al Liverpool Football Club por 9 millones de euros por el 90% de su pase. Llegaron jugadores nuevos al equipo como Andreu Fontàs, Charles Dias, Jon Aurtenetxe, Nolito, Rafa Alcántara, o el regreso de David Rodríguez y Yoel tras sus cesiones.
El equipo mejoró con respecto a la temporada anterior logrando la novena plaza y obteniendo resultados como el 0-5 al Málaga C.F. o el 2-0 al Real Madrid. Como curiosidad, cabe destacar que durante esta temporada el Real Club Celta se convirtió en el primer equipo en la historia de la primera división española en lograr cinco triunfos a domicilio en la misma comunidad autónoma, al derrotar como visitante a los conjuntos andaluces que militaban durante este curso en la primera división, los cuales eran el Granada Club de Fútbol, el Málaga Club de Fútbol, el Real Betis Balompié, el Sevilla Fútbol Club y el Unión Deportiva Almería.

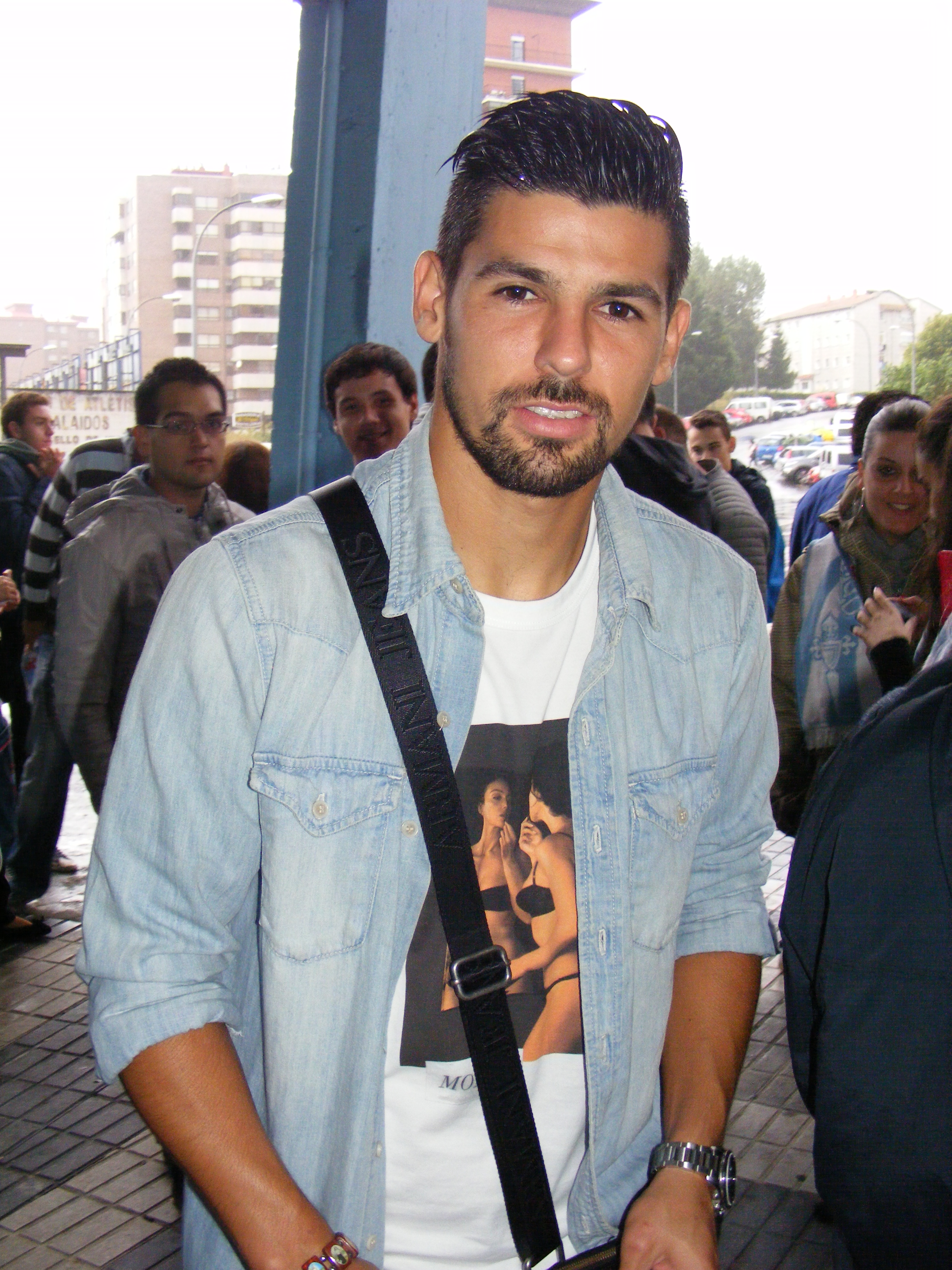
Nolito, máximo goleador del equipo en la temporada 2014-15 con 13 goles.

En la temporada 2014-15 tras la marcha de Luis Enrique al F.C. Barcelona llega al banquillo el técnico Eduardo Berizzo, exjugador del equipo. Se ficha al delantero Joaquín Larrivey, al medio centro defensivo Nemanja Radoja, al mediapunta Tucu Hernández y a los canteranos del F.C. Barcelona B Carles Planas y Sergi Gómez. El equipo consigue el mejor arranque en liga de su historia. Sin embargo, a partir de la jornada 11, tras el 0-0 en casa ante el Granada C.F., el equipo tiene una racha de diez partidos sin ganar, lo que le aleja de los puestos europeos. En esta temporada se consiguen grandes victorias, como el 0-1 como visitante ante el F.C. Barcelona, el 2-0 como local ante el Atlético de Madrid o el 0-2 como visitante ante el Deportivo. El equipo llega a las últimas jornadas con opciones de conseguir la séptima plaza que podría dar acceso a disputar la Europa League, pero una buena racha de resultados del Athletic hace que finalmente el equipo termine octavo, tras vencer por 3-2 al R.C.D. Espanyol en la última jornada.
La temporada 2015-16 está marcada por la sexta posición en la Liga y en la consecución de las semifinales de la Copa del Rey. Esta temporada se caracteriza por la continuidad de Eduardo Berizzo en el banquillo y los fichajes de Daniel Wass, Dejan Drazic, John Guidetti, y el regreso al club de Iago Aspas. En el capítulo de bajas, abandonan el equipo Charles Dias, Joaquín Larrivey, Krohn-Dehli, Santi Mina, Álex López que se marcha cedido al Sheffield y Borja Oubiña, que se retira y pasa a formar parte del organigrama deportivo del club.

Eduardo Berizzo dirigió al Celta hasta las semifinales de la Europa League 2016-17.

Rendimiento en la liga del Real Club Celta de Vigo 1929-presente

La temporada 2016-17 significa el regreso del Celta a una competición europea diez años después. El club apuesta por renovar su imagen de marca eliminando el nombre de la ciudad de Vigo de su denominación habitual (que no oficial), quedando así simplificado a «RC Celta». Miguel Torrecilla deja de ser director deportivo del club, ocupando su cargo Felipe Miñambres. Eduardo Berizzo sigue como entrenador, y el equipo se refuerza con los fichajes de Álvaro Lemos, Facundo Roncaglia, José Naranjo, Pione Sisto, la vuelta de David Costas tras su cesión al Mallorca y Giuseppe Rossi, cedido por la A.C. Fiorentina. En el capítulo de bajas, abandona el club Nolito, que ficha por el Manchester City por 18 millones de euros, mientras que Álex López, Dejan Dražić y Lévy Madinda se marchan cedidos. El presidente Carlos Mouriño anuncia que el presupuesto del club es de 55 millones de euros, con deuda cero.
En la Europa League el Celta quedó encuadrado en el Grupo G junto a Ajax de Ámsterdam, Panathinaikos y Standard de Lieja, clasificándose para la siguiente ronda tras concluir como segundo de grupo con 9 puntos. Ya en las eliminatorias a doble partido, el Celta eliminó al Shajtar Donetsk ucraniano en dieciseisavos de final, al Krasnodar ruso en octavos de final y al Genk belga en la ronda de cuartos de final.

Once inicial del Real Club Celta antes del partido de vuelta de los dieciseisavos de final de la Europa League 2016-17, disputado ante el Shajtar Donetsk en Ucrania.

En semifinales, El Celta se enfrenta a un histórico como el Manchester United dirigido por José Mourinho. En la ida disputada en un abarrotado Balaídos, el equipo inglés vence por 0-1, con gol de Rashford de falta directa. En la vuelta disputada en Old Trafford, el celtismo protagonizó el mayor desplazamiento de su historia en Europa, con la presencia de 2 600 aficionados en las gradas. El Celta finalmente quedó a un solo gol del pase a la final de Estocolmo tras empatar a uno.
Al margen de la magnífica campaña europea del equipo, el Celta también realizó una gran actuación en la Copa del Rey de ese año, en donde fue eliminado en semifinales por el Deportivo Alavés, tras eliminar previamente a Valencia C.F. y Real Madrid respectivamente, siendo el único equipo junto con el C.D. Leganés que consiguió derrotar en una eliminatoria a doble partido al Real Madrid de Zinedine Zidane en su primera etapa como técnico del equipo madrileño. Mientras en liga, el club terminó en la decimotercera posición.
En la temporada siguiente Juan Carlos Unzué substituye a Eduardo Berizzo como entrenador del equipo. El club llevó a sumar fichajes de una gran suma económica, incorporando a la plantilla a jugadores jóvenes y de gran proyección, como Maxi Gómez, Stanislav Lobotka o Emre Mor. Pese al buen rendimiento de los dos primeros, el Celta realiza una discreta temporada en el campeonato liguero, finalizando la temporada en la decimotercera posición. Al finalizar la liga la directiva decide rescindir el contrato de Juan Carlos Unzué.
La temporada 2018-19 estuvo marcada por la inestabilidad deportiva y por los malos resultados que llevaron al equipo a estar en posiciones de descenso en varias jornadas de la segunda vuelta del campeonato. Tras el paso infructuoso de los técnicos Antonio Mohamed y Miguel Cardoso por el banquillo de Balaídos, fue finalmente bajo la dirección de Fran Escribá y un espectacular final de temporada de Iago Aspas cuando el Celta consiguió mejorar sus resultados y enderezar el rumbo, consiguiendo mantener la categoría de forma matemática en la última jornada del campeonato frente al Rayo Vallecano en Balaídos en detrimento del Girona F. C.

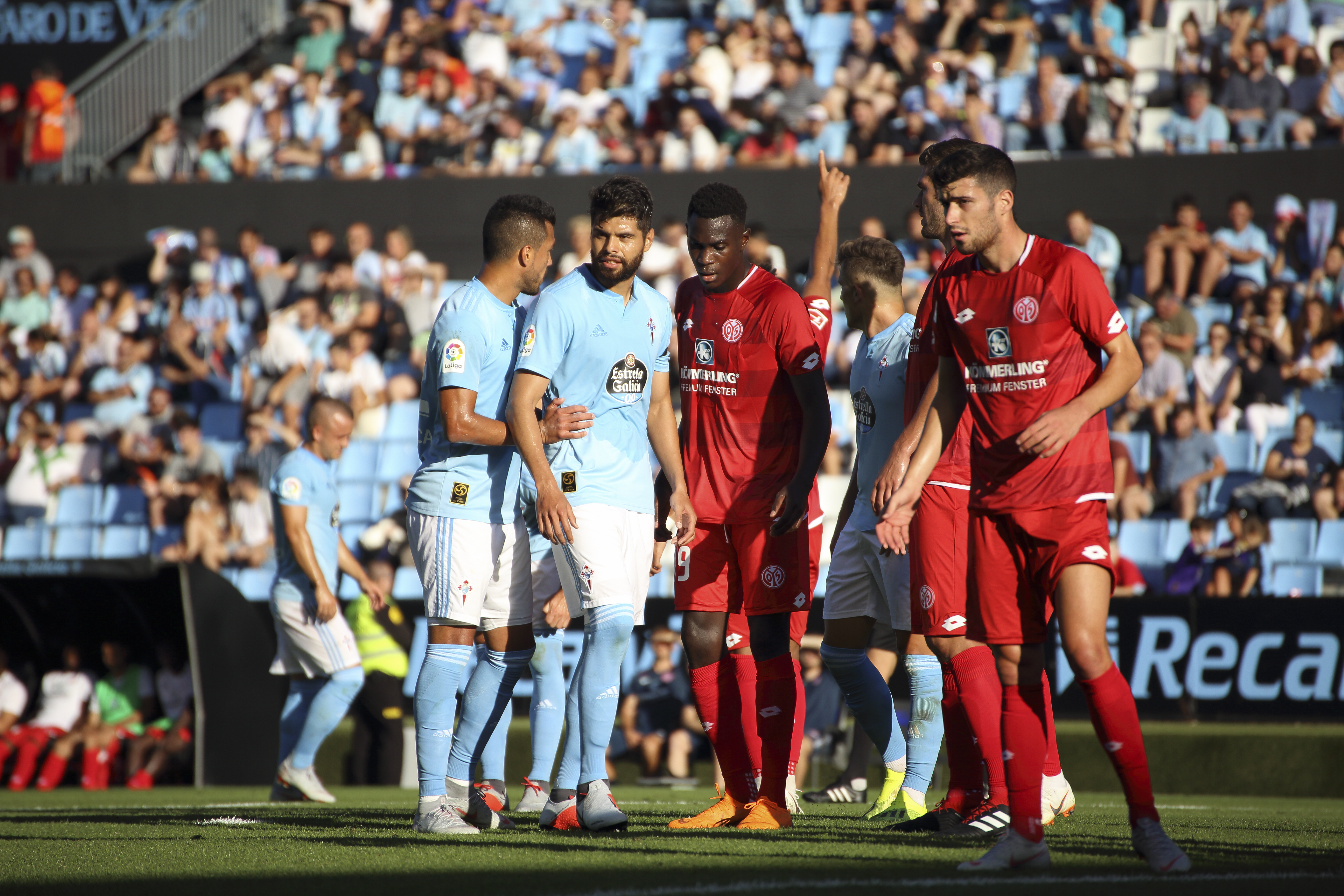
Partido del XXIII Trofeo Memorial Quinocho contra el Maguncia 05.

El Celta continuó con unas temporadas muy inestables, en la edición 2019-20 el equipo comenzó con Fran Escribá en el banquillo pero después de doce jornadas y tras una derrota contra el Getafe C.F. por 0-1 en Balaidos el técnico fue destituido. Su sustituto fue Óscar García Junyent, al preparador catalán le costó encontrar su estilo con el equipo, a partir de febrero el Celta comenzó a mostrar su mejor cara de la temporada, sin embargo la pandemia de enfermedad por coronavirus provocó un parón en marzo, la liga española no volvió hasta julio. Tras el periodo de confinamiento en España el Celta se mostró muy irregular en el campeonato, jugando grandes partidos como el 6-0 al Deportivo Alavés o el empate 2-2 frente al F.C. Barcelona, estos partidos se mezclaron con tardes desastrosas como la derrota por 5-1 ante el R. C. D. Mallorca. Finalmente el equipo se salvó en una última jornada de infarto donde un gol del C. D. Leganés contra un Real Madrid que no se jugaba nada habría mandado a los vigueses a Segunda División.
La temporada 2020-21 comenzó de la misma forma que los años anteriores y un rendimiento muy irregular provocó que, tras solamente 9 jornadas y en zona de descenso, la directiva cesase a Óscar García Junyent y firmase al técnico argentino con pasado celeste Eduardo "Chacho" Coudet. Tras su llegada, el equipo mejora notable logrando ascender posiciones no solo en la tabla clasificatoria sino también mejorando a nivel de juego. Terminaría la temporada en la octava posición, quedando fuera de competiciones europeas por apenas un punto, generando muy buenas sensaciones a la afición celtista de cara a la siguiente temporada.
La temporada temporada 2021-22, sin embargo, empezaría como la anterior: con rendimiento irregular y marcada por una mala racha como local en Abanca-Balaídos, cosechando una sola victoria en casa en el primer tramo de campaña. Con el inicio del año 2022 el equipo mejoró sus prestaciones, encadenando tres victorias consecutivas en su estadio pero con la eliminación en dieciseisavos de final de la Copa del Rey ante el Atlético Baleares, Finalmente el Celta consiguió la permanencia matemática en la jornada 35 tras imponerse como local al Alavés por cuatro goles a cero. terminando el campeonato en la decimoprimera posición e Iago Aspas con 17 goles consiguió su cuarto Trofeo Zarra –empatado esta vez con el espanyolista Raúl de Tomás- lo que le sirvió para igualar en el palmarés del trofeo a David Villa.

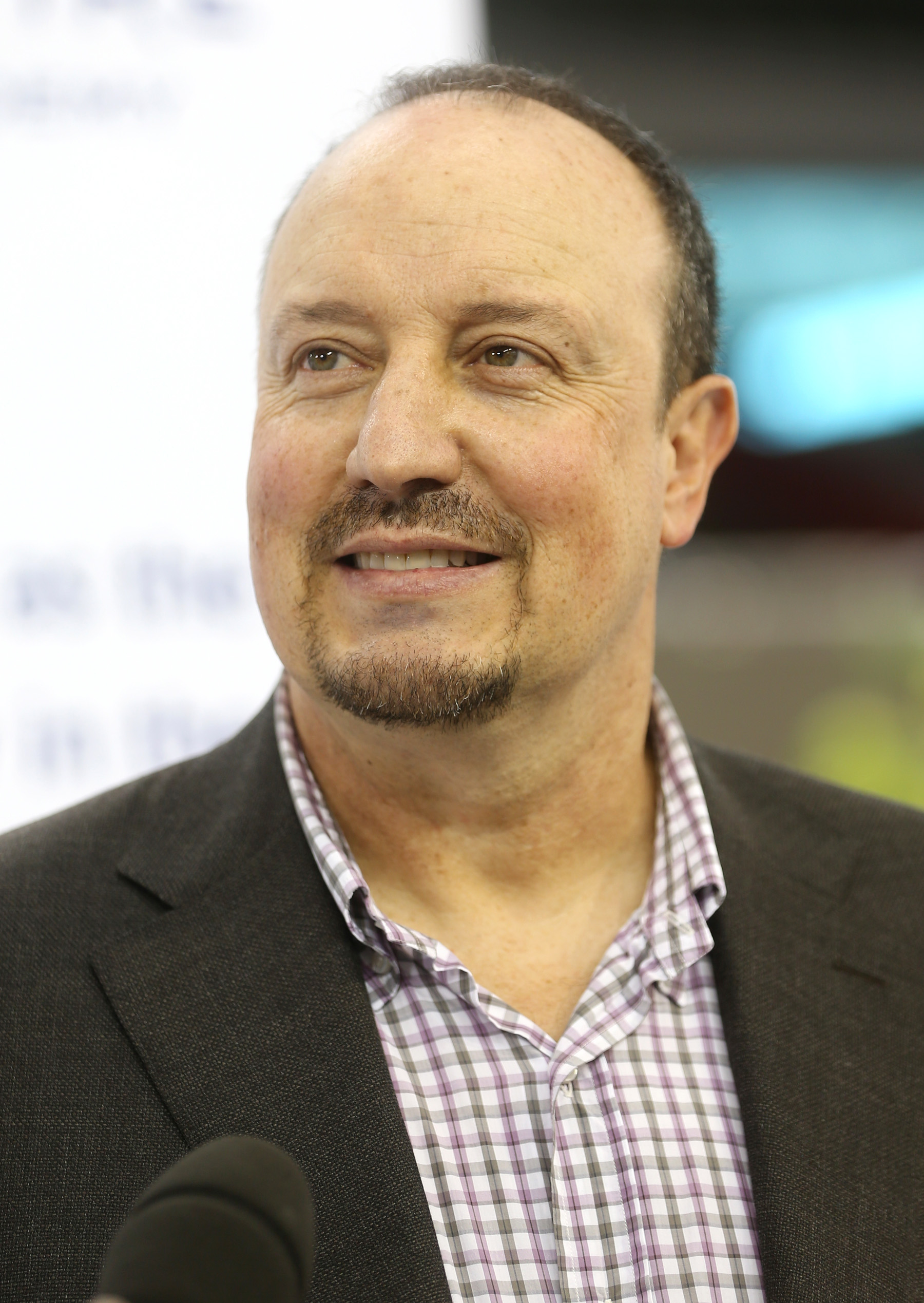
Rafa Benítez, entrenador en el año del centerario.

Para la planificación de la temporada previa a su centenario, la directiva decide contratar los servicios de la agencia del técnico portugués Luis Campos –en sustitución de Felipe Miñambres- con el objetivo de formar una plantilla competitiva, creándose el cargo de asesor externo dentro del organigrama del club gallego. Pese a este cambio el Celta vuelve a tener un mal comienzo de liga por lo que Eduardo Coudet es cesado como entrenador del primer equipo en la jornada 12 tras ser derrotados por 3 goles a 1 frente a la U.D. Almería, su reemplazado fue Carlos Carvalhal, técnico avalado por Luis Campos. Una vez finalizado el parón por la disputa del Mundial de Catar el técnico bracarense consigue una buena racha de juego y resultados que acercan al equipo a las posiciones europeas destacando en el once titular jóvenes talentos como Gabri Veiga, Jørgen Strand Larsen o Luca de la Torre. Pero un irregular final de temporada marcado por los malos resultados hacen que el equipo tenga que disputarse nuevamente la permanencia en la última jornada, en esta ocasión el rival fue un F.C. Barcelona ya campeón en Balaídos, encuentro en el que los gallegos certificaron su permanencia en primera el año de su centenario al imponerse a por dos goles a uno a los blaugranas con dos goles del canterano Gabri Veiga. Este partido estuvo marcado por la división de la afición con la junta directiva y el presidente Carlos Mouriño, llegándose a escuchar cánticos en el estadio como «Gabri, sí; Mouriño, no» o «Mouriño vete ya».
Asimismo en el primer semestre de 2023 se anuncian los diversos actos correspondientes a conmemorar el centenario del club, como por ejemplo: diversos conciertos en los meses posteriores, creación de un nuevo museo, celebración de un torneo denominado Copa Centenario, partido de leyendas celestes contra un combinado internacional, camiseta conmemorativa, nuevo himno para la ocasión compuesto por C. Tangana y una recepción con el Papa Francisco el 10 de julio de ese mismo año, entre otras actividades. De igual manera, también se crea la figura denominada «Embajador del Centenario del Celta», siendo el primero Eusebio Sacristán, posteriormente fueron elegidos Michel Salgado, Gonzo y Lucía Taboada.
El 24 de mayo de 2025, con Claudio Giraldez al mando, el equipo vence 1-2 al Getafe en el Coliseum con goles de Borja Iglesias y Iago Aspas, obteniendo de esta forma una clasificación para la UEFA Europa League 8 años después.

## Símbolos

### Escudo
El escudo actual se compone de un emblema azul celeste con dos letras "C" blancas (Club Celta), situado bajo la corona real y sobre la cruz de Santiago.
Evolución del escudo

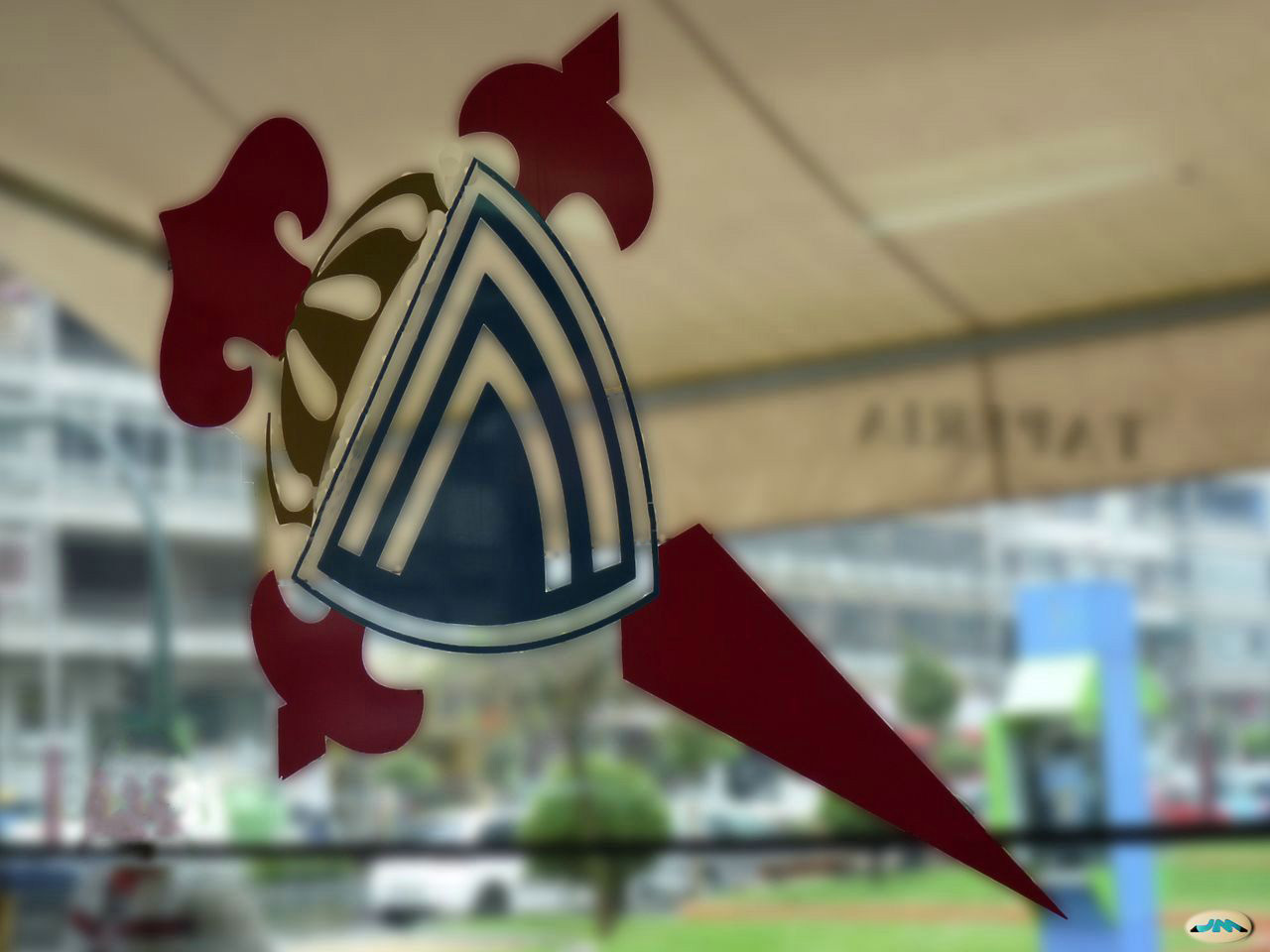
Escudo del Celta en la cristalera de una cafetería de Vigo.

El escudo del Celta mantuvo en un principio un diseño similar a los emblemas de los dos equipos fundadores, el Vigo Sporting y el Real Fortuna. El escudo del Vigo Sporting consistía en un círculo que rodeaba la bandera de la ciudad de Vigo, con las letras "VSC" en azul y con la corona real. El escudo del Fortuna de Vigo era también de forma circular y con una corona real, siendo sus colores en un principio blancas, posteriormente negras, y finalmente naranjas.
El escudo original del Celta estaba formado por dos letras "C" blancas de «Club Celta», inscritas dentro de un escudo francés medieval, y con la corona heredada de sus predecesores. Durante su primer año el color del blasón era rojo, al igual que el color de la camiseta, pasando a ser en 1924 de color azul marino. En 1928 el escudo pasaría a portar su característica Cruz de Santiago roja rodeando el blasón, cambiando el color del interior al actual azul celeste. Estos dos elementos, la cruz y el color celeste, son dos de los principales símbolos gallegos.
Durante el periodo que abarcó la Segunda República Española (1931-1936) la corona real desaparece del escudo, recuperándola en 1957. Aunque, hasta prácticamente la década de 1980 era bastante habitual encontrar el escudo sin ella en muchas publicaciones o cualquier imagen que representara al club. Cabe destacar que en algunas ocasiones no era raro ver al Celta tan solo portando como escudo en la camiseta la Cruz de Santiago.
Heráldica del escudo
En campo de azur, doble orla de plata abierta a la siniestra que son las iniciales del Club Celta. Al escudo, lleva acolada la Cruz de Santiago de gules. Al timbre, corona real cerrada de oro y pedrería, con ocho florones, visibles cinco.

### Himno

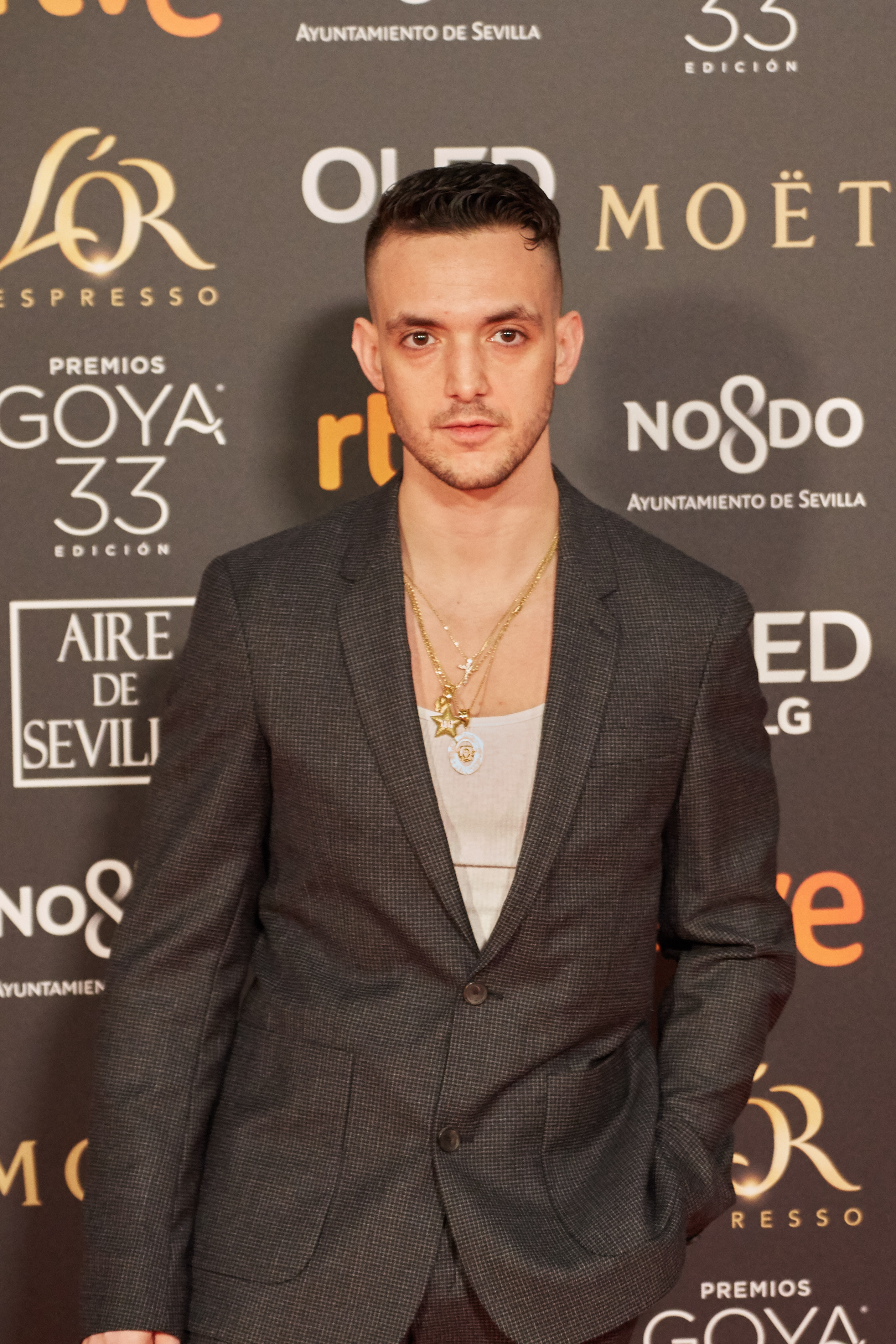
C. Tangana, autor de Oliveira Dos Cen Anos.

El origen del himno del Real Club Celta de Vigo en la actualidad no está del todo confirmado debido a la falta de documentos y testimonios. Aunque si está demostrado que en los años posteriores a la fundación del club en 1923, existieron diversas composiciones no oficiales cantadas por la afición durante los partidos del equipo. En la actualidad existen dos teorías sobre la composición del himno, una es el testimonio del locutor de Radio Vigo, Antonio Mínguez, quien afirmó que el himno tal como lo conocemos hoy en día tiene sus orígenes en el año 1960 o 1961, según el testimonio de Antonio Mínguez la primera grabación del himno tiene lugar en el Suevia, Salón de Té-Bar Americano, ubicado en la calle Policarpo Sanz de Vigo, y según se narra la grabación comenzó a sonar en el Estadio de Balaídos en varios partidos de gran importancia disputados por el club durante esa década, como por ejemplo un partido de promoción de ascenso a primera división disputado el 9 de mayo de 1966 contra el Sabadell F.C., hecho confirmado por el gerente del club de aquella época, Angelines Santos Pérez. La otra autoría del himno oficial se le atribuye al compositor Gonzalo Monasterio en 1970, también autor del himno de la U.D. Las Palmas. Lo que sí es un hecho demostrado, es que el actual himno comenzó a sonar en la megafonía de Balaídos de manera cada vez más habitual antes del inicio de cada partido a partir del año 1980, como por ejemplo en los siguientes partidos: en el ascenso a segunda división de la temporada 1980-1981, el ascenso a primera división de la temporada 1981-82, el partido homenaje a Manolo contra la selección de Polonia en 1982, el partido decisivo para el ascenso a primera división contra el Sestao S.C. en la temporada 1986-87 o contra el C.D. Málaga en la temporada 1991-92.
El cántico finalmente fue usado de manera oficial por el Real Club Celta de Vigo a partir de la temporada 1994-95, ya en primera división, sonando oficialmente por primera vez como himno oficial del club en la megafonía del estadio en un partido contra el Athletic Club disputado el 10 de septiembre de 1994.
La actual versión del himno está interpretada en gallego por el grupo de música tradicional gallega A Roda. Otros temas musicales no oficiales interpretados de manera habitual por parte de la afición del Celta son A Foliada do Celta, también interpretada por A Roda, A Rianxeira (canción popular de Galicia), Miudiño (también canción popular gallega), los temas 1923 y Unhas cores, un sentimento del grupo de rock vigués Keltoi!, o la canción Mi gran noche del cantante Raphael.

## Indumentaria
En la asamblea constituyente del club llevada a cabo en agosto de 1923 se acordó que el uniforme del club fuera el de la Selección Española: camiseta roja, pantalón negro y medias azules con vuelta blanca.
La idea de usar el azul celeste en la camiseta del club fue del directivo Juan Baliño Ledo, uno de los fundadores del club, a pesar de esta idea el Celta comenzó jugando sus primeros partidos vistiendo camiseta roja, pantalón negro y medias azules y blancas. A pesar de ello, se acordó que el equipo B del Celta sí que llevaría los colores propuestos por Baliño Ledo, con pantalón negro, pasando en poco tiempo a ser también el color principal del primer equipo.

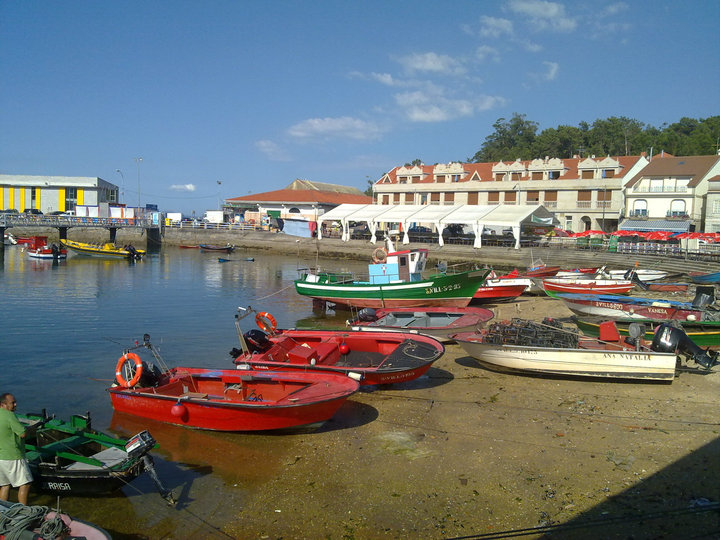
Embarcación pesquera en la Isla de Arosa engalanada con el escudo y los colores del Celta.

En marzo de 1924, en un partido de cuartos de final de la Copa del Rey que enfrentaba a los celestes contra el Athletic Club en el Campo de Coya, en la portada de Faro de Vigo el Celta viste una camiseta a rayas verticales, aunque al ser la fotografía en blanco y negro no se distinguen los colores. Con todo, no se volvió a encontrar ninguna otra fotografía con esta camiseta que no era ni la roja ni la celeste.
Hoy en día los colores del uniforme del Celta son invariablemente la camiseta celeste, el pantalón blanco y las medias celestes, representando la bandera gallega. Se exceptúa de este patrón de colores al empleado en la participación en la Liga de Campeones de la UEFA 2003-04 y en la Copa de la UEFA 2006-07, donde camiseta, pantalón y medias fueron de color celeste. Las equipaciones suplentes no tienen ningún diseño fijo definido y en los últimos años han sido de color rojo, negro, verde, azul cobalto, morado e incluso color burdeos. En la temporada 2021-22 se recuperan los colores de la bandera de Vigo para ser utilizados en la segunda equipación, como ya había sucedido veinte años antes, en la temporada 2001-02, cuando el equipo lució el blanco y el rojo en dos franjas verticales durante tres campañas, hasta el fin de la temporada 2003-04. De esta manera se hizo también un guiño a uno de los clubes fundacionales del Celta, el Real Vigo Sporting Club, que lucía en su camiseta los colores de la ciudad olívica.
Para la temporada 2020-21 se decidió en un principio que las medias de la primera equipación fuesen de color blanco, circunstancia de la que no se conocen precedentes. Sin embargo, tras disputar la pretemporada y el primer encuentro liguero con medias blancas, en la segunda jornada del campeonato el equipo vuelve a vestir las tradicionales medias celestes para recibir en Balaídos al Valencia C.F.
- Uniforme titular: Camiseta azul celeste, pantalón blanco y medias azul celeste, con detalles dorados en cada una de las piezas.

- Uniforme alternativo: Camiseta, pantalón y medias de color negro, con detalles dorados en cada una de las piezas.

### Evolución del Uniforme
| 1993-95 | 1995-97 | 1997-99 | 1998-99 (UEFA) | 1999-01 | 2001-03 | 2001-02 (UEFA) | 2003-04 (CL) | 2003-05 | 2005-07 |

| 2007-10 | 2010-11 | 2011-12 | 2012-13 | 2013-14 | 2014-15 | 2015-16 | 2016-17 | 2017-18 | 2018-19 |

| 2019-20 | 2020-21 | 2021-22 | 2022-23 | 2023-24 |

### Proveedores y patrocinadores
| 1980-1982       | Meyba               | Ninguno |
| 1982-1986       |                     | Ninguno |
| 1986-2010       |                     |         |
| 2010-2013       |                     |         |
| 2013-2016       |                     |         |
| 2016-2024       |                     |         |
| 2024-actualidad | Hummel logo aktuell |         |

Meyba-Adidas
El primer proveedor técnico del RC Celta, fue la firma barcelonesa Meyba en 1980. En la temporada 1982-83, Adidas pasa a ser el proveedor. El cambio coincide con la celebración en España del Mundial 1982, que supuso la gran expansión en el país de la sponsorización deportiva de los clubes y de la selección nacional, siendo la marca de las tres franjas la predominante en la mayoría de las equipaciones.
Citroën-Umbro
En la temporada 1986-87, la firma inglesa Umbro, de amplio arraigo en el fútbol gallego y presente en la provincia a través de una filial de fabricación y distribución, se convirtió en el proveedor técnico oficial del club, prolongándose su vinculación hasta 2010. La temporada previa 1985-86, comenzó la vinculación del primer patrocinador principal de las equipaciones del club, la marca automovilística francesa Citroën, que tiene en la Fábrica PSA de Vigo, la factoría más importante del Groupe PSA fuera de Francia.
El doble rombo de umbro y el doble chevrón de Citroën, lucieron juntos en la camiseta celtiña durante 24 temporadas (1986-2010), suponiendo un caso único en el mundo del fútbol, en cuanto a la permanencia de un mismo proveedor deportivo y patrocinador.
Citroën-Adidas
Desde la temporada 2013-14, la firma alemana Adidas retornó como proveedor técnico oficial del club, reuniéndose de nuevo el proveedor y patrocinador (Citroën), de la primera sponsorización de 1985. El acuerdo suscrito entre ambas partes fue por cuatro temporadas hasta 2017 y viene precedido por el trienio 2010/13, en el que la firma china Li Ning, fue el proveedor deportivo.
Estrella Galicia-Adidas
Tras 30 años de patrocinio de Citroën, el club vigués finalizó su vinculación con la marca automovilística. Desde la temporada 2016-17, su patrocinador principal es Estrella Galicia, empresa cervecera gallega que a través de la marca «Estrella Galicia 0,0», patrocina a su vez a C. D. Lugo, Deportivo de La Coruña y Real Valladolid C.F.
Estrella Galicia-Hummel
Después de desvincularse de Adidas en el 31 de mayo de 2024 después de 11 años, el R.C Celta firmó un contrato con la marca de origen alemana Hummel, uniendo sus caminos hasta 2029.

## Infraestructura

### Estadio
El Celta juega sus partidos como local en el Estadio Municipal de Balaídos («Abanca-Balaídos» por motivos de patrocinio) situado en la avenida del mismo nombre a unos tres kilómetros del centro histórico de la ciudad. Tiene capacidad para 29 000 espectadores (31 990 antes de la última reforma) y las dimensiones del campo son de 105 x 69 metros. Las gradas del estadio son Tribuna Alta, Tribuna Baja (antes denominada Preferencia), Gol, Marcador Centenario, Fondo (también llamado General), Río Alto y Río Bajo.
El estadio fue inaugurado el 30 de diciembre de 1928 con un partido entre el Celta y el Real Unión de Irún,
 partido en el que vencieron los celestes por 7 a 0. Fue diseñado por arquitecto Jenaro de la Fuente Álvarez debido al aumento del número de socios con los que contaba el club en aquella época. Con todo, el proyecto inicial tuvo que ser modificado por la dificultad de conseguir el crédito necesario para su construcción. Con todo, al final el estadio pudo ser finalmente terminado, contando en el momento final de su construcción con capacidad para 22 000 espectadores, todos sentados y con localidades numeradas.
Durante los años 1930 y 1940 se sucederían las reformas, pasando ser en julio de 1945 el estadio propiedad del club. En 1969 se realiza una reforma eléctrica, tras decidirlo el alcalde de la ciudad, Rafael Portanet, que el estadio debería contar con una buena instalación luminosa para poder jugar partidos en horario nocturno. Dos años antes, en 1967, se realizaron una serie de obras para reformar en profundidad, una por una, todas las gradas. Las nuevas instalaciones serían inauguradas el alcalde Antonio Ramilo el 27 de marzo de 1971. La siguiente gran reforma comenzó el 5 de diciembre de 1980, con motivo del Mundial de 1982. En esta reforma se derribó la bancada de Río, que fue sustituida por una más moderna y con mayor capacidad. Por aquel entonces el estadio tenía capacidad para 38 000 espectadores, pasando a los 31 000 en la década de 1990 debido a la normativa de tener todas las gradas con asientos.
Durante el verano de 2003 y con motivo de la participación del club en la Liga de Campeones se llevó a cabo un acondicionamiento del estadio para adaptarse a la normativa de la UEFA. Esta acción, que fue sufragada por la Diputación Provincial de Pontevedra, consistió básicamente en mejorar los accesos al estadio, los vestuarios y la zona mixta. A comienzos de la temporada 2012-2013 se acometió una nueva reforma para lavar la cara del vetusto estadio, tapando el foso que circundaba el terreno de juego y eliminando algunas de las primeras filas de la bancada para eliminar los obstáculos entre el aficionado y el terreno de juego, emulando así los campos de juego ingleses.
En la actualidad el estadio se encuentra en una fase de reforma integral de todas sus gradas gracias al convenio firmado entre el Celta, el Ayuntamiento de Vigo y la Diputación Provincial de Pontevedra. El proyecto fue adjudicado al arquitecto vigués Pedro de la Puente.
- Vista panorámica de Balaídos.

### Instalaciones deportivas
La otras instalaciones deportivas utilizadas por el Real Club Celta de Vigo al margen del Estadio de Balaídos son la Ciudad Deportiva Afouteza, situada en el municipio colindante de Mos, lugar de entrenamiento del primer equipo y del filial. Y el complejo deportivo de A Madroa, localizado en la parroquia viguesa de Candeán, en este recinto deportivo entrenan y disputan sus partidos el resto de las categorías inferiores de la entidad olívica.
En el Estadio de Barreiro, de titularidad municipal y ubicado en la parroquia de Lavadores, es en donde disputa sus partidos oficiales el Real Club Celta Fortuna. Las dimensiones aproximadas de su terreno de juego son de 101 x 66 metros y dispone de 1 171 asientos en sus gradas.

### Sede institucional
La sede institucional del club se encuentra en un edificio propiedad del club situado en la céntrica calle del Príncipe de la ciudad de Vigo. En este inmueble además de las oficinas centrales del Real Club Celta de Vigo, también se encuentran instaladas una clínica deportiva, la sede institucional de la Fundación Celta de Vigo, una tienda multimarca de Adidas, Scotch and Soda y Superdry, cafetería, salón de actos, residencia para canteranos y un restaurante galardonado con una Estrella Michelín, entre otras dependencias.

## Datos del club
Para los detalles estadísticos del club véase Estadísticas del Real Club Celta de Vigo

### Denominaciones
Durante su historia, la entidad ha visto cómo su denominación variaba por diversas circunstancias hasta la actual de Real Club Celta de Vigo, S. A. D., vigente desde 1992. El club se fundó con el nombre de Club Celta tras la fusión en 1923 de varios clubes de Vigo.
A continuación se listan las distintas denominaciones de las que ha dispuesto el club durante su historia:
- Club Celta (1923-24): regularización del club tras la fusión del Real Vigo Sp. C. y el Real Fortuna F.C. de Vigo.
- Real Club Celta (1924-31): se le añade el título de "Real" otorgado por el monarca Alfonso XIII de España.
- Club Celta (1931-40): se proclama la Segunda República Española por lo que todo símbolo o alusión monárquica es eliminada.
- Real Club Celta de Vigo (1940-92): tras la instauración de la dictadura de Francisco Franco son restauradas las alusiones monárquicas.
- Real Club Celta de Vigo, S. A. D. (1992-actualidad): conversión de la entidad en una Sociedad anónima deportiva (S. A. D.).

## Palmarés
|  | Para más detalles, consultar Palmarés del Real Club Celta de Vigo y Trayectoria del Real Club Celta de Vigo |

Nota: en negrita competiciones vigentes en la actualidad. Indicado el récord del torneo compartido 

### Torneos nacionales
| Competición nacional | Competición nacional | Títulos                   | Subcampeonatos                                                    |
| -------------------- | -------------------- | ------------------------- | ----------------------------------------------------------------- |
| Copa de España       | —                    |                           | 1947-48, 1993-94, 2000-01 (3)                                     |
|                      |                      |                           |                                                                   |
| Segunda División     | 3                    | 1935-36, 1981-82, 1991-92 | 1959-60, 1960-61, 1965-66, 1968-69, 1975-76, 2004-05, 2011-12 (7) |
| Segunda División B   | 1                    | 1980-81                   |                                                                   |
| Tercera División     | 1                    | 1930-31                   |                                                                   |

### Torneos internacionales
| Competición Internacional | Competición Internacional | Títulos | Subcampeonatos |
| ------------------------- | ------------------------- | ------- | -------------- |
| Copa Intertoto de la UEFA | 1                         | 2000    |                |

### Torneos regionales
| Competición regional     | Competición regional | Títulos                                              | Subcampeonatos                                           |
| ------------------------ | -------------------- | ---------------------------------------------------- | -------------------------------------------------------- |
| Campeonato de Galicia    | 6                    | 1923-24, 1924-25, 1925-26, 1929-30, 1931-32, 1933-34 | 1926-27, 1927-28, 1928-29, 1930-31, 1936-37, 1937-38 (6) |
| Campeonato Astur-Gallego | 1                    | 1934-35                                              |                                                          |

| Títulos oficiales | Regionales | Regionales | Regionales | Nacionales | Nacionales | Nacionales | Nacionales | Nacionales | Nacionales | Europeos | Europeos | Europeos | Total |    |
| ----------------- | --- | ---------- | ---------- | ---------- | ---------- | ---------- | ---------- | ---------- | ---------- | -------- | -------- | -------- | ----- | -- |
| Títulos oficiales | 6 | 1          | -          | -          | -          | 3          | 1          | 1          | -          | -        | -        | 1        | Total | 13 |
| Títulos oficiales | De izquierda a derecha en competiciones regionales: Campeonato de Galicia, Campeonato Superregional Astur-Gallego y Copa Galicia/Copa Federación Gallega. * De izquierda a derecha en competiciones nacionales: Liga, Copa del Rey, Segunda División, Segunda División B, Tercera División y Copa de la Liga. * De izquierda a derecha en competiciones europeas: Liga de Campeones de la UEFA, Copa UEFA / Liga Europa y Copa Intertoto. *Datos actualizados a la consecución del último título el 22 de agosto de 2000. |            |            |            |            |            |            |            |            |          |          |          |       |    |

### Trofeos amistosos
| Competiciones amistosas                 | Títulos | Subcampeonatos |
| --------------------------------------- | --- | --- |
| Trofeo Memorial Quinocho                | 1995, 1996, 1998, 1999, 2000, 2001, 2002, 2003, 2004, 2005, 2006, 2007, 2008, 2009, 2011, 2012, 2013, 2014, 2015, 2016, 2022, 2023 (Récord) | 1997, 2010, 2017, 2018, 2019 (Récord)                                                                               |
| Trofeo Ciudad de Vigo                   | 1972, 1973, 1975, 1976, 1980, 1984, 1986, 1988, 1991, 1992, 1993, 1997, 1998, 1999, 2000, 2002, 2005, 2006, 2008, 2009, 2012 (Récord)       | 1971, 1974, 1978, 1979, 1981, 1982, 1985, 1987, 1989, 1994, 1995, 1996, 2001, 2003, 2004, 2007, 2010, 2011 (Récord) |
| Trofeo Luis Otero                       | 1965, 1969, 1970, 1971, 1976, 1982, 1983, 1984, 1985, 1990, 1997, 2007, 2010, 2014                                                          | 1989, 1994, 1995, 2000                                                                                              |
| Copa Galaico-Portuguesa                 | 1951 | |
| Trofeo Emma Cuervo                      | 1954, 1961, 1968, 1975, 1977, 1979, 1981, 1997, 2010                                                                                        | 1953, 1957, 1958, 1965, 1967, 1988, 1989, 2003                                                                      |
| Trofeo Concepción Arenal                | 1957, 1967, 1991, 1998, 2004, 2010 | 1982 |
| Trofeo Conde de Fontao                  | 1975, 1976, 1984, 1986, 1991 | 1978 |
| Trofeo Corpus de Lugo                   | 1955, 1958, 1964, 1971, 1973 (Récord) | 1956 |
| Trofeo Ciudad de Pontevedra             | 2001, 2009 | |
| Trofeo Ciudad de Santiago               | 1997, 1998 | |
| Trofeo San Roque de Betanzos            | 1973, 1991 | |
| Trofeo Isidro Silveira                  | 2017 | |
| Trofeo TIM                              | 2016 | |
| Copa Comunidad Gallega                  | 2016 | |
| Trofeo Federación Galega de Fútbol      | 2014 | |
| Trofeo Cidade Termal                    | 2013 | |
| Copa Galiza                             | 2008 | |
| Trofeo Ciudad de Zamora                 | 2008 | 1984 |
| Copa Xunta de Galicia                   | 2007 | |
| Trofeo San Roque                        | 2004 | 1988 |
| Copa Ibérica                            | 2002 | |
| Trofeo Colombino                        | 2001 | |
| Trofeo Teresa Herrera                   | 1999 | 1967 |
| Trofeo Xacobeo                          | 1999 | |
| Trofeo Hispalis                         | 1999 | |
| Trofeo Memorial Héctor Rial             | 1993 | 1995 |
| Trofeo García Blanco                    | 1981 | |
| Trofeo Lavadores                        | 1978 | 1980 |
| Trofeo de la Amistad                    | 1959 | 1958, 1962 (Récord)                                                                                                 |
| Trofeo Corpus de Ourense                | 1952 | |
| Copa San Agustín                        | 1955 | |
| Trofeo Huérfanos del mar                | 1949 | |
| Copa de su Majestad el Rey Alfonso XIII | 1927 | |
| Copa del Apóstol                        | 1926 | |
| Trofeu do Algarve                       | | 2023 |
| Copa Uruguay Unido por Fibra            | | 2016 |
| Liga de las Televisiones Autonómicas    | | 1994 |
| Trofeo Xacobeo 93                       | | 1992 |
| Trofeo Ciudad de La Línea               | | 1971 |

### Otros premios y reconocimientos
- Premio de la Cultura Gallega a Oliveira dos cen anos en la categoría de Proyección Exterior, galardón otorgado por la Xunta de Galicia en 2025.[181]

- Placa de Oro de la Real Orden del Mérito Deportivo en 2023.[182]

- Jugador N.º 12 en la temporada 2018-19 otorgado por la Liga Nacional de Fútbol Profesional y Aficiones Unidas a la afición del Celta de Vigo, en reconocimiento como la mejor de España con motivo del comportamiento, apoyo y trabajo realizado a favor de la tolerancia, el juego limpio y el respeto entre seguidores.[183]

- En noviembre del año 2018, el club fue distinguido con el indicador ARDÁN 2018 de empresa bien gestionada. Este distintivo otorgado anualmente por el Consorcio de la Zona Franca de Vigo pretende identificar y reconocer la excelencia en la empresa gallega.[184]

- En agosto de 2017 el ayuntamiento de La Guardia, municipio situado en la comarca del Bajo Miño, nombró a una de sus calles como calle del Celta en reconocimiento al club vigués.[185][186]

- Medalla de Oro de la Provincia de Pontevedra en 2012.[187]

- Mejor equipo del mes del mundo (febrero de 2001) según IFFHS.[188]

- Medalla de Oro de Vigo en 1999.

### Resumen estadístico en competiciones europeas
Nota: En negrita competiciones activas.
| Competición                              | PJ | PG | PE | PP | GF  | GC | Dif. | Mejor resultado |
| ---------------------------------------- | -- | -- | -- | -- | --- | -- | ---- | --------------- |
|                                          |    |    |    |    |     |    |      |                 |
| Liga de Campeones de la UEFA             | 10 | 3  | 3  | 4  | 12  | 13 | -1   | 1/8 de final    |
| Copa de la UEFA / Liga Europa de la UEFA | 64 | 29 | 16 | 19 | 102 | 61 | +41  | Semifinales     |
| Copa Intertoto de la UEFA                | 6  | 5  | 1  | 0  | 12  | 5  | +7   | Campeón         |
|                                          |    |    |    |    |     |    |      |                 |
| Total                                    | 80 | 37 | 20 | 23 | 126 | 79 | +47  | 1 título        |
| Ver estadísticas completas               |    |    |    |    |     |    |      |                 |

## Jugadores
Entre los jugadores en activo en la actualidad del club Iago Aspas  es el jugador que más temporadas y partidos acumula con 496 apariciones repartidas en dieciséis temporadas, al igual que es el máximo goleador histórico con 207 goles, lo que arroja un promedio aproximado de quince tantos por temporada.

### Registros
Nota: Activo en la Institución.
| 1.                 | Iago Aspas                      | 215 goles          | 1.                 | Manolo Rodríguez   | 533 partidos       | 1.                 | Manolo Rodríguez, Iago Aspas                                                | 16 años            |
| 2.                 | Ramón Polo                      | 159 goles          | 2.                 | Iago Aspas         | 525 partidos       | 2.                 | Vicente Álvarez,                                                            | 14 años            |
| 3.                 | Manuel Copena                   | 153 goles          | 3.                 | Hugo Mallo         | 449 partidos       | 3.                 | Luis Villar, Hugo Mallo                                                     | 13 años            |
| 4.                 | Rogelio Tapia                   | 119 goles          | 4.                 | Atilano Vecino     | 393 partidos       | 4.                 | Ramón Polo, Manuel Hermidita, Javier Maté, Atilano Vecino, Patxi Villanueva | 12 años            |
| 5.                 | Manuel Hermidita / Vlado Gudelj | 113 goles          | 5.                 | Javier Maté        | 365 partidos       | 5.                 | Pepe Villar, Herminio González, Juan Fernández                              | 11 años            |
| Ver lista completa | Ver lista completa              | Ver lista completa | Ver lista completa | Ver lista completa | Ver lista completa | Ver lista completa | Ver lista completa                                                          | Ver lista completa |

### Plantilla 2025-26
- Los jugadores con dorsales superiores al 25 son, a todos los efectos, jugadores del Celta Fortuna, y como tales podrán compaginar partidos con el primer y el segundo equipo. Como exigen las normas de la LFP, los jugadores de la primera plantilla deberán llevar los dorsales del 1 al 25, siendo del 26 en adelante jugadores del equipo filial.
- Los equipos españoles están limitados a tener en la plantilla un máximo de tres jugadores sin pasaporte de la Unión Europea. La lista incluye sólo la principal nacionalidad de cada jugador. Algunos de los jugadores no europeos tienen doble nacionalidad de algún país de la UE:

## Entrenadores
El Real Club Celta de Vigo ha tenido un total de 67 entrenadores a lo largo de su historia, el primer técnico que tuvo el club fue el inglés Francis Cuggy, quien estuvo al frente del equipo desde 1923 hasta 1926.
La mayoría de entrenadores que ha tenido el conjunto gallego han sido españoles. De los 67 entrenadores del club, 51 han sido españoles y 17 extranjeros. En algunos casos, los técnicos españoles han sido exjugadores del club que accedieron al cargo tras el cese del entrenador titular, como fueron los casos de Pepe Villar, Félix Carnero o Ramón Carnero. Las nacionalidades principales de los entrenadores no españoles han sido la argentina (8), inglesa (2) y portuguesa (2). El club también ha tenido un entrenador escocés, un húngaro, un francés, un yugoslavo, un serbio y un búlgaro. Mientras que la procedencia de la mayoría de entrenadores españoles que han dirigido al equipo ha sido gallega (17) y vasca (9).
Desde marzo del año 2024 ocupa el cargo el técnico porriñés Claudio Giráldez, tras la promoción desde el Celta Fortuna producida por la destitución de Rafa Benítez .

## Directiva
El Celta ha tenido 37 presidentes a lo largo de sus más de 100 años de historia. La actual presidenta es Marián Mouriño Terrazo, quién accedió al cargo tras suceder a su padre Carlos Mouriño Atanes en septiembre del año 2023.
El mandato de diecisiete años de Carlos Mouriño fue el más longevo en la historia del Celta, pese a ello sus últimos años estuvieron marcados por diferentes polémicas y un claro distanciamiento con gran parte de la afición. Entre las polémicas que pueden citarse se encuentran su enfrentamiento con el alcalde Abel Caballero respecto a las obras de reforma de Balaídos y a la negativa del regidor de vender el estadio de propiedad municipal, el proyecto de la Ciudad Deportiva Afouteza en el municipio limítrofe de Mos al que las comunidades de montes de la zona y diversos grupos ecologistas calificaron de pelotazo urbanístico, el enfrentamiento con jugadores como Denis Suárez, el controvertido fichaje de Santi Mina cuando se encontraba procesado por abuso sexual, la venta de Gabri  Veiga al Al-Ahli Saudi Football Club por debajo de su cláusula de rescisión cuando el propio Mouriño meses antes afirmó que no se vendería por debajo de su cláusula o la politización del club con su acercamiento al Partido Popular, produciéndose incluso protestas por parte de la afición en febrero del año 2019 cuando el entonces líder de los conservadores, Pablo Casado acompañado por Alberto Núñez Feijóo, realizó un mitin en la sede del club de la calle del Príncipe.

## Categorías inferiores
|  | Para más detalles, consultar Fútbol base del Real Club Celta de Vigo |

La cantera celeste históricamente ha sido muy activa, dando lugar a grandes jugadores como Borja Iglesias, Borja Oubiña, Brais Méndez, Denis Suárez, Iago Aspas, Jony Castro, Jorge Otero, Joselu, José Veloso, Míchel Salgado, Pahiño, Quique Costas o Rodrigo Moreno, los trece internacionales con la selección española absoluta. En los últimos años la directiva del club ha hecho una fuerte apuesta por la cantera, de la que también han salido otros importantes jugadores como Álex López, Dani Abalo, Gabri Veiga, Hugo Mallo, José Juan, Jota Peleteiro, Pape Cheikh, Roberto Lago, Santi Mina, Sergio Álvarez, Stefan Bajčetić, Yoel Rodríguez o Pablo Couñago, este último bota de oro en el mundial sub-20 de 1999 en Nigeria. Hoy en día está considerada como una de las canteras más prolíficas del fútbol español.

### Real Club Celta de Vigo Fortuna
El Real Club Celta de Vigo Fortuna es el primer equipo filial del Real Club Celta. Fundado en 1989, disputa sus partidos como local en el campo municipal de Barreiro.
Históricamente, los filiales que ha tenido el Celta han sido el Berbés, el Gran Peña (después Gran Peña Celtista) y el Club Turista (después Celta Turista). Sin embargo, la ley no permite actualmente a las Sociedades Anónimas Deportivas tener clubes filiales independientes, por lo que, durante la reconversión de los clubes en SAD, los por entonces filiales se integraron dentro de la estructura de los clubes paternales, pasando el Celta Turista a denominarse Real Club Celta de Vigo "B" y a depender íntegramente de éste. En marzo de 2023 y coincidiendo con el centenario del primer equipo, la directiva solicita a la Real Federación Española de Fútbol el cambio de nombre del primer filial por Real Club Celta Fortuna en homenaje a uno de los clubes fundadores del actual Celta, esta denominación comenzó a utilizarse de forma oficial a partir de la temporada siguiente.
Los principales logros del filial céltico han sido la disputa en cuatro ocasiones de la fase de promoción de ascenso a Segunda División y la consecución de la Copa Federación en el año 2002 frente al Club de Futbol Gavà.
El Celta Fortuna milita actualmente en el Grupo I de Primera Federación.

### Real Club Celta de Vigo "C"
En julio de 2021 el Celta firmó un acuerdo de filiación con el Gran Peña Fútbol Club. El objetivo de este convenio fue la integración del histórico club de la parroquia de Lavadores en la estructura celeste con el fin de potenciar y optimizar los recursos de la cantera, pasando a denominarse desde entonces Real Club Celta C-Gran Peña.
Ya se había producido una circunstancia similar durante el período 1971-1988, cuando el entonces Club Gran Peña Celtista ejerció de filial céltico aunque conservando su independencia como club, incluso llegando a enfrentarse al Real Club Deportivo de La Coruña en la temporada 1974-75.
El segundo filial céltico milita actualmente en Tercera Federación y disputa sus partidos como local en el campo municipal de Barreiro.

## Otras secciones deportivas
Además de la sección de fútbol, a lo largo de su historia el Real Club Celta de Vigo ha contado con otras secciones deportivas, como por ejemplo: atletismo, baloncesto femenino (ganadora de Liga y Copa), baloncesto masculino, fútbol femenino, fútbol en pista cubierta (ganadora de Liga), fútbol sala o la sección de deportes de  montaña. La mayoría de estas secciones deportivas continúan compitiendo en la actualidad.

### Sección femenina de fútbol
Tras acceder a la presidencia en sus substitución de su padre, uno de los primeros objetivos de Marián Mouriño y del Director de Fútbol, Marco Garcés, fue la creación de un nuevo equipo femenino. El 4 de mayo de 2024 se anuncia la integración del Unión Deportiva Mos y sus categorías inferiores en el organigrama del Celta. El Celta Femenino conocido como «As Celtas» actualmente compite en Segunda Federación Femenina y disputa sus encuentros en las Instalaciones Deportivas de A Madroa.

### Sección de Atletismo
El Celta es uno de los clubes pioneros del atletismo gallego. La sección atlética fue creada un año después de la fundación del club, impulsada por el periodista y presidente de la Federación Gallega de Atletismo, Manuel de Castro "Handicap", tras presenciar los Juegos Olímpicos de París de 1924 quiso crear una sección de atletismo para el club recientemente fundado.
Fue su hermano Fernando de Castro González, directivo del club y campeón de Galicia de lanzamiento de peso y también de disco en 1921, quien puso en marcha esta sección, que tuvo su bautismo el 14 de septiembre de aquel año en los Campeonatos de Galicia de atletismo, disputados en el Campo de Coya, donde el club consiguió cuatro victorias individuales y el cuarto puesto por equipos con solo cuatro atletas en competición, además del futbolista Pinilla que quedó eliminado en los 100 metros. Tras volver a competir en los Campeonatos Gallegos de 1925 la actividad de la sección se fue diluyendo al no disputarse la competición en los años 1926 y 1927, llegando a desaparecer y a integrarse sus atletas en la Sociedad Atlética de Vigo.
En la primavera de 1950 la sección de atletismo del Celta volvió de la mano de Alfonso Posada como delegado. Debutó en esta segunda etapa en los Campeonatos de Vigo de neófitos y debutantes con bastante buen papel, y también en Balaídos en los Campeonatos Gallegos absolutos en los que alcanzó la segunda posición.
En estos años de historia el Celta fue batiendo marcas hasta tener atletas campeones de España, de Europa o participando en los Juegos Olímpicos. Rogelio Rivas fue el primer céltico en conseguir un récord de España absoluto (en los 100 metros lisos) e también el primero en asistir a unos Juegos Olímpicos (Tokio 1964). El primer extranjero que militó en las filas del club fue el finés Jouko Kuha, quien consiguió el récord mundial de los 3 000 metros obstáculos en 1968.
Durante los años posteriores, la sección fue consiguiendo numerosos éxitos, entre los que destacan los cuatro Campeonatos de España de campo a través, ganados consecutivamente entre 1968 y 1971. En atletismo en pista, el equipo celeste, tanto masculino como femenino, milita actualmente en la Primera División de la Liga de Clubes. Así todo, el Real Club Celta de Vigo y el Club Atletismo Celta son 2 entidades independientes, con juntas directivas diferentes que actualmente solo comparten el escudo y el nombre.

### Baloncesto femenino
El Celta mantuvo hasta finales de los años 80 una sección de baloncesto femenino que conquistó la supremacía en la canasta española al comienzo de aquella década, en la que coleccionó títulos de liga y copa de la Reina. Tras la desvinculación del Celta, el baloncesto femenino vigués se mantuvo en la elite nacional, hasta que a principios del nuevo siglo, recuperada la denominación céltica, volvió a conquistar los campeonatos de liga y copa. En la actualidad el club se denomina Real Club Celta Zorka Recalvi y compite en la Liga Femenina de baloncesto.
- Campeonato de España (5): 1976–77, 1978–79, 1981–82, 1998-99, 1999-00.

- Copa de la Reina (4): 1981, 1982, 1984, 2001.

### Fútbol en pista cubierta
El equipo de fútbol en pista cubierta del Celta estaba compuesto por veteranos exjugadores del equipo de fútbol 11. Competía en el desaparecido Campeonato Nacional de Liga de Fútbol Indoor, su mayor logro en la competición fue proclamarse campeón de liga en el campeonato disputado en el año 2013.
- Liga de fútbol en pista cubierta (1): 2013

## Área social y dimensión sociocultural

### Afición
El Real Club Celta de Vigo cuenta con aproximadamente 22 500 abonados y 14 339 accionistas, algunos de los cuales militan en alguna de las 128 peñas de las que dispone el club a lo largo del mundo. De estas peñas, más de 80 tienen su origen en Galicia y 33 están radicadas en la ciudad de Vigo, mientras que el resto están esparcidas por lugares como Alemania, Ámsterdam, Barcelona, Buenos Aires, Caracas, Ginebra, Guipúzcoa, Londres, Madrid, Nueva York, París, Santo Domingo, Tokio o Vizcaya, muchas de estas peñas fueron fundadas por emigrantes gallegos en esas zonas. Los aficionados del Celta se suelen denominar «celtistas», «celestes», «célticos» u «olívicos». Otro mote que reciben los aficionados del Celta es el de «portugueses», principalmente por parte de los seguidores del Deportivo de la Coruña en respuesta a su mote de «turcos».
Con todo, el principal grupo de aficionados del Celta eran los conocidos como Celtarras. Este grupo, fundado en 1987 y disuelto en 2019, era de tendencia política independentista de izquierdas, siendo uno de sus lemas más repetidos «Por Galiza, polo Celta». Esta peña de aficionados mantenía una fuerte rivalidad con los Riazor Blues, peña ultra radical del Deportivo de la Coruña, además de con otros grupos como los Ultras Sur del Real Madrid. Aunque, mantenían una buena relación con otros grupos gallegos y los Herri Norte Taldea del Athletic Club. En los últimos años han aparecido nuevos grupos de animación ante el progresivo declive y posterior desaparición de Celtarras, tales como Irmandiños, CeltaBirras, Fóra de Xogo, Movida Celeste, Boinas Celestes o Tropas de Breogán, entre otros. En la actualidad, estos grupos comparten la grada de Marcador Centenario durante los encuentros.
Los aficionados del Celta festejan las victorias del equipo en la fuente que forma parte del monumento la Puerta del Atlántico, que se encuentra situado en la plaza de América, en las Traviesas de Vigo, no muy lejos del Estadio de Balaídos.
En mayo del año 2019 LaLiga y la entidad Aficiones Unidas otorgaron a la afición del Real Club Celta de Vigo el premio anual «Jugador Nº 12». El objetivo de este galardón es premiar a las mejores aficiones y peñas de clubes del fútbol español, tanto por su comportamiento como por su apoyo, su trayectoria y el trabajo realizado en favor de la tolerancia, el juego limpio y el respeto entre aficiones.

### Aparición en producciones audiovisuales
A lo largo de su historia el Real Club Celta de Vigo ha aparecido de forma ocasional en diversas producciones audiovisuales, tales como en cortometrajes, documentales, películas, obras de teatro o series de televisión. Entre los cortometrajes y películas más destacadas en donde se hacen referencias al club vigués, se pueden citar: Los lunes al sol de Fernando León de Aranoa (2002), Ilegal de Ignacio Vilar (2003), Mar adentro de Alejandro Amenábar (2004), Galatasaray-Dépor (One day in Europe) de Hannes Stöhr (2005), Temporada 92/93 de Alejandro Marzoa (2007) o As bestas de Rodrigo Sorogoyen (2022). El club también ha aparecido en series de televisión tan conocidas como Aquí no hay quien viva, Fariña, Estoy vivo, Mareas vivas, Pratos combinados o Vivir sin permiso.

## Rivalidades
En el derbi gallego, conocido popularmente como «O Noso Derbi» (en español; «Nuestro Derbi»), se enfrenta al otro club con más historia del fútbol en Galicia, el Real Club Deportivo de la Coruña. Se han enfrentado en 173 ocasiones en partidos oficiales, siendo el Celta el equipo con mayor número de victorias, 69 por 64 de los coruñeses. La mayor goleada tuvo lugar el 2 de diciembre de 1928 en un partido del Campeonato de Galicia en el que el Celta derrotó al Deportivo por 13-0.
En la temporada 2020-21 fue el filial celeste quien disputó el derbi contra el Deportivo, primero en la extinta Segunda División B y posteriormente en la Primera Federación. Esta circunstancia ya se produjo en la temporada 1974-75 cuando los herculinos se enfrentaron al Gran Peña Celtista, que por aquel entonces mantenía un convenio de filialidad con el Celta aunque actuaba como club independiente. Fue por tanto en 2020 la primera ocasión en la que el conjunto coruñés se enfrentó en partido oficial a un equipo filial del club vigués que estaba integrado dentro de su propia estructura. Entre 2020 y 2024 el Coruña perdió tres veces en partido oficial contra el filial del Celta, entrenado durante esos años por Claudio Giráldez, antes de que este fuese ascendido al primer equipo y consiguiese dirigirlo a una nueva clasificación para la UEFA Europa League en la temporada 2024/25.

## Anexos
| Entidades relacionadas | Datos estadísticos y trayectoria | Personalidades e historia | Infraestructuras |
| --- | --- | --- | --- |
| - Real Club Celta de Vigo Femenino - Real Club Celta Zorka - Real Club Celta de Vigo Fortuna - Real Club Celta de Vigo "C" - Real Club Celta de Vigo Juvenil - Fútbol base del Real Club Celta de Vigo - Vigo Football Club - Real Vigo Sporting Club - Real Club Fortuna de Vigo - Cometal Celta de Vigo FS | - Estadísticas del R. C. Celta de Vigo - Trayectoria del R. C. Celta de Vigo - Palmarés del R. C. Celta de Vigo - R. C. Celta de Vigo en competición nacional - Partidos nacionales del R. C. Celta de Vigo - R. C. Celta de Vigo en competición internacional - Partidos internacionales del R. C. Celta de Vigo - Derbi gallego | - Historia del Real Club Celta de Vigo - Secciones deportivas del R. C. Celta de Vigo - Jugadores del R. C. Celta de Vigo - Entrenadores del R. C. Celta de Vigo - Presidentes del R. C. Celta de Vigo - Fundación Celta de Vigo - Historia del uniforme del R. C. Celta de Vigo | - A Sede - Instalaciones del R. C. Celta de Vigo - Instalaciones Deportivas de A Madroa - Ciudad Deportiva Afouteza - Estadio de Balaídos - Campo de Coya - Estadio de Barreiro |

### Filmografía
- Documental TVE (9-2-1970), «Históricos del balompié - Real Club Celta de Vigo» en rtve.es
- Documental Canal+ (16-3-2012), «Club de Fútbol - Real Club Celta de Vigo» en Youtube